# 현대 유니콘스

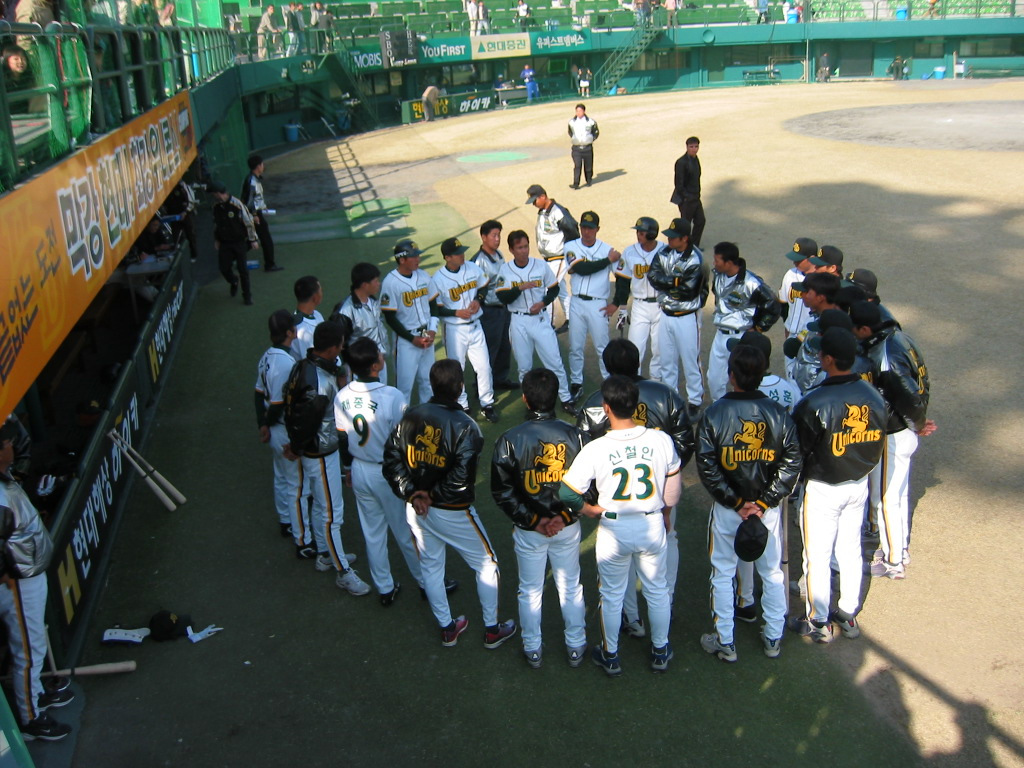
2007년의 모습.

현대 유니콘스(Hyundai Unicorns)는 대한민국 인천광역시를 연고지로 한 프로 야구팀이었다. 한국야구위원회 소속으로, 창단 당시에는 숭의야구장을, 2000년부터는 수원야구장을 홈 구장으로 사용했다.
현대그룹이 태평양 돌핀스를 1995년 9월 21일 450억 원에 인수한 후 1996년 3월 11일부터 유니콘스라는 명칭을 사용하기 시작했다. 1996년 시즌부터 1999년 시즌까지 인천광역시 및 경기도와 강원도 지역을 연고지로 했었으며, 2000년 시즌부터 연고지를 서울특별시로 이전할 계획이었으나, 구단의 모기업인 현대그룹의 재정난으로 인해 수원시를 임시 연고지로 썼고, 이후에도 구단의 재정난이 계속되어 2008년 3월 10일 구단이 해체되기 직전까지 수원을 연고지로 하였다. 구단주 정몽헌 회장이 현대전자 회장을 맡고 있었을 때부터 현대전자가 대주주였다. 그러나 2000년에 모기업의 심한 재정난과 현대그룹의 내분으로 인해 대주주 현대전자는 서서히 분열되기 시작했고 이듬해인 2001년 결국 부도가 난 뒤 '하이닉스반도체'로 사명을 변경하였고, 같은 해 8월 현대그룹에서 계열이 완전히 분리되었고, 그 이후로 야구단을 단 한번도 지원하지 않았다. 그 바람에 2001년 가을부터는 현대그룹과 현대자동차를 비롯한 범 현대가의 소수의 사람들이 지원한 자금으로 간신히 버티면서 운영하였으나, 구단주 정몽헌 회장이 2003년 8월 투신 자살한 이후 현대 유니콘스 구단주 자리는 공석이 되었으며, 연고지 문제까지 겹쳐 1차 지명권을 박탈당하고 말았다. 2006년 시즌부터는 현대가에서 지원을 중단함으로써 매우 극심한 재정난으로 완전히 치닫게 되었다. 결국에는 구단이 상당히 심한 재정난을 겪으면서 서울특별시로의 연고 이전이 완료되기 전인 2007년 말, 결국 팀이 해체되었다. 이후 서울 연고권은 현대 야구단을 인수한 팀에게 승계하기로 했고 센테니얼 인베스트먼트가 현대 유니콘스를 해체 후 재창단 방식으로 인수, 현대 유니콘스를 모태로 우리 히어로즈로 재창단하면서 서울 연고권은 히어로즈로 넘어갔다. 2000년 1월, 현대그룹에서 주도하여 현대 유니콘스 야구단이 서울로 연고지 이전을 추진하자, 이에 인천 야구 팬들은 깊은 실망감과 함께 질타, 반발하기도 하였다. 재정난으로 인해 수원으로 이전했지만 이후에도 인천 야구 팬들은 연고지 이전에 대해서 많은 비난을 하였다.
1996년 4월 13일 인천 숭의야구장에서 LG 트윈스와 첫 개막전 경기를 벌였으나 6:8로 패배하였다. 하지만 태평양 돌핀스 시절 투수 왕국이라 불렸을 만큼 탄탄한 투수진을 바탕으로 하여 창단 첫 년부터 1996년 한국시리즈에 진출하여 준우승을 하였고, 이후 구단의 과감한 투자에 힘입어 창단 3년 만인 1998년을 시작으로 2000년, 2003년, 2004년등 무려 네 차례나 한국시리즈 우승을 차지했다. 하지만 2004년의 마지막 우승 직후 FA 등으로 핵심 전력들이 서서히 이탈하기 시작했고, 재정난까지 겹치게 되었다. 2007년 10월 5일 고별 경기인 한화 이글스를 상대로 2:0으로 승리하면서 유종의 미를 거두며, 2007년 정규 시즌 6위를 마지막으로 팀은 해체되었다.
태평양 돌핀스 수석코치였던 김재박이 태평양 돌핀스 인수 후 현대의 창단 감독으로 1996년부터 2006년까지 재임했으며, 김재박 감독이 LG 트윈스로 옮긴 2006년 10월부터 2007년까지는 오랫동안 김재박과 함께 호흡을 맞추었던 투수코치인 김시진이 감독을 맡았다.

## 역사

### दगदघबघफघ

#### 1982년
1982년 2월 5일 인천상공회의소에서 삼미 슈퍼스타즈를 창단했다.
첫 데뷔 경기였던 삼성 라이온즈와의 경기에서 인호봉의 호투와 양승관의 3타수 2안타 2타점의 활약으로 5:3 역사적인 첫 승리를 거두지만, 그 이후에는 9승(전기 리그 기준)밖에 거두지 못해 10승 30패를 거두었고, 후기엔 5승 35패, 1할 2푼 5리로 역대 기별 최저 승률을 거두었고, 정규 시즌은 15승 65패로 1할 8푼 8리의 불멸의 대기록을 세우며 6위에 등극한다.
특히 4월 25일 OB와의 경기에는 8점 차로 앞서 가다 역전패를 당하였고, 결국 이틀 뒤에 박현식 감독이 프로야구 최초로 자진사퇴를 하게 된다.
이후 이선덕 코치가 감독대행을 맡았지만, 상황은 나아지지 않았다.
이듬해 12월 25일, 삼미는 팀 내 11명의 선수를 방출시켰다(김동철은 방출 이후 자살했다).

#### 1983년
상위팀과 하위팀의 격차가 너무 크다 보니, 결국 KBO는 전력 균형을 위해 애당초 1985년에 시행 예정이였던 재일동포 영입을 1983년으로 앞당겼다.
이에 따라 삼미는 재일동포 장명부와 이영구를 영입하고, 또 다른 인천 야구의 대부인 김진영 감독을 영입, 여기에 1982년 세계야구선수권대회 우승 멤버인 임호균, 김진우, 정구선, 이선웅 등이 가세하면서 재창단을 방불케 했다.
계약금과 연봉을 합쳐 1억 3천만 원에 부대비용 5천만 원을 받은 장명부는 ‘1억 원의 사나이’로 불렸다. 그러나 시범경기 때만 해도 기대보다는 우려가 더 컸다. 특유의 엉거주춤한 투구 폼과 아리랑 볼에 가까운 구속에 야구인들은 입을 모아서 “일본 프로야구의 퇴물을 너무 비싸게 사 왔다”고 지적했다. “타자들을 테스트하고 있을 뿐”이라는 장명부의 진가는 시즌에서 나타났다. 삼미가 치른 100경기 중 60경기에 출장해 30승(28선발승) 16패 6세이브를 올린 것. 최다 선발(44), 최다 완투(36), 최다 투구(427⅓이닝), 최다 타자(1,712), 최다 실점(175) 등 각종 시즌 기록을 세웠다. 다양한 구종을 구사했지만 구위 자체가 좋은 것은 아니었다. 당시 코치였던 이재환은 “볼 스피드의 완급 조절과 제구력, 그리고 마운드 운영 능력이 아주 뛰어났다”고 밝혔다.
'원투 펀치’ 장명부와 임호균은 42승을 합작했다. 이해 삼미가 거둔 승수는 52승이었다. 그럼에도 삼미는 한국시리즈를 밟지 못했다. 전·후기리그 모두 2위에 그쳤기 때문이다. 6월 6일 전기 리그 우승까지 매직넘버 11을 기록하며 유리한 고지에 올랐으나 남은 12경기에서 3승 9패로 추락하며 해태(현 KIA)의 추월을 지켜봤다. 6월 1일 MBC(현 LG)전에서 심판 판정을 둘러싼 격렬한 항의로 김진영 감독이 구속된 것이 결정적이었다. 후기 리그에서도 선두를 달렸지만 8월 22일 백인천 코치 겸 선수가 가정사로 구속되며 동력을 상실했고 삼미는 내년을 기약했다.

#### 1984년
1983년 삼미는 장명부의 빛이 발했다면 1984년은 어둠이 짙게 내렸다. 1983년 10월 27일 삼미는 이해 12승을 올린 임호균을 롯데로 보내고 박정후(투수), 김정수(1루수), 권두조(유격수), 우경하(외야수)를 받는 트레이드를 단행했다. “전력 강화를 위해서는 센터 라인을 강화해야 한다”는 장명부의 주장에 따른 것이었다. 임호균의 공백은 박정후, 신태중, 정성만으로 메우겠다는 복안이었지만 이들이 거둔 성적은 14승 27패에 그쳤다. 또 장명부는 30승에 따른 1억 원 보너스를 주겠다는 약속이 지켜지지 않자 태업성 플레이로 일관하며 13승 20패 7세이브로 추락했다. 필드에 나서기 전에 내부 싸움에 지친 삼미는 전·후기리그에서 다시 꼴찌로 떨어졌다.

#### 1985년
1985년은 더 비참했다. 3월 30일 롯데와 치른 개막전에서 5-1로 승리를 올릴 때까지는 ‘Again 1983’이었다. 그러나 이후 한 달간 단 1승도 추가하지 못하며 18연패의 늪에서 헤어 나오지 못했다. 4월 30일 MBC를 상대로 최계훈이 4-0 완봉승을 거두며 기나긴 연패의 악몽에서 벗어났다. 이날 인천 도원구장은 한국시리즈 우승이라도 한 듯한 분위기였다. 연패 탈출의 기쁨도 잠시 5월 1일 경영난을 겪던 삼미는 청보에 70억 원에 구단을 매각한다고 발표했다. 전기리그까지는 삼미 유니폼을 입고 뛰기로 해 6월 21일 롯데전이 고별 무대가 됐다. 6-16으로 대패하며 마지막 경기를 승리로 장식하려는 소박한 꿈마저 희망사항으로 끝났다.
삼미 슈퍼스타즈의 인수 원인은 1984년 7월부터 삼미그룹의 주력회사인 삼미 해운의 적자 누적 등 경영난과 성적부진이 가장 큰 매각의 원인이 되었는데 소비재 분야 계열사가 없었던 것도 컸다.
1차로 삼미 해운을 처리한 삼미그룹은 1984년 그룹의 상징이었던 삼일빌딩을 산업은행에 290억에 매각한다. 이런 상황에서 1982년 ~ 1984년 동안에 45억1천만원의 적자를 낸 야구단을 유지 할 수는 없었다. 많은 홍보를 필요로 하는 소비재 분야의 계열사가 전혀 없는 삼미 그룹의 성격상 야구단이 창출하는 효과를 전혀 누리지 못한데다 85시즌 개막과 함께 이어진 연패로 인한 그룹 이미지 실추는 구단의 매각을 서두르게 하였다. 이후 청보 핀토스로 재탄생하였다.

### 청보 핀토스
풍한그룹이 1985년 5월 1일에 삼미 슈퍼스타즈를 인수하여 1985년 6월 29일부터 이 이름으로 바뀌었다. 풍한그룹과 계열사인 청보식품의 공동 출자로 참가했고 판다를 마스코트로 정하려다가 OB 베어스와 같다는 이유로 조랑말이라는 뜻의 핀토스로 마스코트를 정했으며 판다는 샌디에이고 파드레스가 1973년 말 워싱턴 DC 연고지 이전설이 돌 당시 팀명 물망에 거론됐다. 청바지 이름이기도 하다. 1985년 후기 리그부터 이 이름으로 참가하였으며, 특별한 우승 경력이나 포스트시즌 진출 경력은 갖고 있지 않다. 1987년 풍한그룹이 도산한 후 그 해 12월 1일 청보식품을 오뚜기가 153억 원에 인수하였으며, 그 해 시즌 최종전 무렵 태평양화학(현 아모레퍼시픽)이 50억 원에 청보 야구단을 인수하여 1988년 3월 8일부터 태평양 돌핀스로 이름을 바꾸고 페넌트레이스에 참여하게 되었다. 3년이 채 되지 않는 리그 참가 기간으로 한국프로야구 역사상 가장 짧은 시간에 주인이 바뀐 팀이다.

### 태평양 돌핀스
청보 핀토스를 인수한 태평양화학(현 아모레퍼시픽)이 1988년 3월 8일 창단해 1996년 3월 11일까지 운영했다. 우승 경험은 없으나, 뛰어난 투수들을 바탕으로 1989년에는 정규시즌 3위를 기록, 준 플레이오프에 진출하여 삼성 라이온즈에게 2승 1패로 승리하고 플레이오프에 진출하였으나, 플레이오프에서 해태 타이거즈에 3전 전패를 당했다.
1994년 정규시즌 2위를 기록하였고, 플레이오프에서 한화 이글스를 상대로 3전 전승으로 승리하여 한국시리즈에 올랐다. 그러나 이 해 1994년 한국시리즈에서 LG 트윈스에 4전 전패로 패하고 준우승에 그치고 말았다.
1995년까지 구단이 운영되었으며, 같은 해 8월 말 매각을 발표하고 한 달 후인 9월 21일 매각 대금 470억원에 현대그룹에 인수되었는데, 이는 당시 프로 야구 사상 최고 가격이었다. 타선은 '물방망이 타선'으로 불릴 만큼 팀 타율이 전반적으로 낮았으나, 뛰어난 투수들이 많이 배출되어 투수 왕국이라는 별칭이 붙었고, 이 별명은 현대 유니콘스 시절에도 이어 갔다.

#### 1988년~1993년
창단 첫해, 1988년 태평양 돌핀스는 7개 구단 중 최하위를 기록하였다. 그러나, 다음해 1989년 새로 부임한 김성근과 함께 신인 투수 박정현-최창호-정명원-양상문으로 이어지는 투수진의 활약을 앞세워 정규시즌 3위를 기록하여 인천 연고팀 역사상 최초의 포스트시즌 진출을 하게 된다. 포스트 시즌에서 삼성 라이온즈를 만나 2승 무패로 승리하여 플레이오프에 진출하였다. 그러나, 플레이오프에서 해태 타이거즈를 상대로 3전 전패를 당해 탈락하게 된다.
그 이후 1990년에서부터 1992년 사이 정규시즌 5~6위에 그쳐 중하위권 성적에 맴돌았다. 1993년에는 정규시즌 82패를 기록함으로써 꼴찌를 하였다.

#### 1994년~1995년
1994년에 태평양 돌핀스는 돌풍을 일으켰다. 김홍집-안병원-정민태-최창호-최상덕으로 이어지는 선발진에서 정민태만 제외한 나머지 선발 투수들이 모두 10승 이상 달성하였고(다만 최상덕은 13승 중 구원승이 7개였다), 오랜기간 동안 부상으로 재활을 전전했던 정명원은 마무리 투수로 재기하여 정규 시즌에 뛰어난 활약을 보여 최초 40세이브를 돌파하는 등 투수 왕국이라 불릴만큼 환상적인 투수진을 구축하였다. 타선에서는 기존의 '물방망이 타선'으로 팀 타율이 타팀들에 비해서 전반적으로 빈약하였으나, 윤덕규-김경기-김동기로 이어지는 클린업 트리오는 태평양 돌핀스 타선에 있어서 큰 활력소였다. 태평양 돌핀스는 정규시즌 68승 55패를 기록함으로써 2위의 성적을 기록하였고, 플레이오프에 진출하였다. 플레이오프에서 한화 이글스를 상대로 3전 전승으로 승리하여 한국시리즈 진출, 인천연고팀 역사상 최초로 한국시리즈 진출하게 된다. 1994년 한국시리즈에서 정규시즌 1위였던 LG 트윈스를 맞아 상대하게 되는데, 한국시리즈 1차전에서 선발로 등판한 김홍집이 뛰어난 투구를 보였으나, 태평양 돌핀스의 '물방망이 타선'으로 인해 득점 지원을 못받았고, 결국 연장 11회말 김선진에게 끝내기 홈런을 맞아 분패하게 된다. 그이후 2차전~4차전까지 내내 LG 트윈스 기세에 밀려 결국 4전 전패하게 되었고, 준우승에 그치고 만다.
다음해 1995년에는 전체적으로 투-타 밸런스가 엇박자로 갈려 무너졌었다. 선발 투수진으로는 김홍집-안병원-정민태-위재영이 활약하였으나, 최창호, 최상덕이 크게 부진하고 부상으로 전력에서 이탈하였는데 이들 중 최상덕은 5선발 자원을 중간으로 돌리는 데다 엄청난 연투를 시키면서도 혹사라 생각하지 않는 등 현대야구와 맞지 않는 가치관을 가진 데다 연투를 시키고도 전혀 기억하지 못하는 등 감으로만 투수교체를 단행하는 김시진 당시 투수코치의 스타일 뿐 아니라 방위복무 탓인지 1승도 올리지 못했다. 타선에서는 윤덕규-김경기-강영수-권준헌으로 이어지는 타선이 분발하였으나, 전반적으로 '물방망이 타선'으로 팀 타율 및 득점이 빈약하였다. 1995년 정규시즌 7위에 그친 데다 모기업이 화장품 사업 외에도 여러 가지 사업에 이리저리 진출하여 빚이 갈수록 늘어나면서 구단운영에 어려움이 생겨 구단을 매각하기로 결정하였다. 1995년 9월 21일 현대그룹에서 태평양 돌핀스를 470억원에 인수함으로써 태평양 돌핀스는 1995년 정규시즌을 끝으로 막을 내리게 되고, 태평양 돌핀스를 인수한 현대그룹은 현대 유니콘스 구단을 창단, 태평양 돌핀스의 명맥을 이어가게 된다.

#### 현대 피닉스와태평양 돌핀스매각
현대 피닉스는 1994년 현대그룹에서 지원하여 창단되었던 아마추어 실업 야구 팀이었다. 프로 야구 팀 창단을 꾸준히 모색해 왔던 현대그룹에서 프로 야구 팀의 창단이 여의치 않자, 1994년에 '현대 피닉스'라는 실업 팀을 창단하였는데, 당시 현대그룹 계열사 CEO 출신이었던 이현태 대한야구협회장의 적극적인 지원 아래 피닉스 실업 야구 팀은 이듬해 대학을 졸업하는 거물급 선수들을 대상으로 애틀랜타 올림픽 참가와 병역 문제 해결이라는 당근을 제시하여 무차별 영입을 시도했으며 울산지역에 중고팀을 만들어 아마야구가 전체적으로 균형발전할 수 있도록 했고 이 지역을 연고지로 원했지만 프랜차이즈 기득권을 가진 롯데의 반발로 좌절됐다．당시 최고 유망주로 평가받았던 문동환, 안희봉(이상 연세대), 조경환(고려대), 문희성(홍익대), 강혁(한양대) 등 당시 국가대표팀 선수들이 현대 피닉스에 합류했고, 현대그룹은 영입한 선수들에게 수억에 달하는 파격적인 거금을 쥐어 주기도 했다. 애틀랜타 올림픽 야구 대표팀 엔트리 중 대학 선수 외의 대부분은 현대 피닉스 선수들이었다. 김시진 투수코치도 1997년까지 현대 피닉스에서 몸담기도 했다. 선수들의 영입 과정에서 한때 프로 야구 팀 삼성 라이온즈와 스카우트 파동 대결 구도로 법적 공방까지 이어졌을 정도였는데, 대표적인 사례가 1995년 삼성 라이온즈에 2차 지명을 받게 되자 피닉스 선수단을 이탈하여 입단한 내야수 김재걸이 대표적인 사례이다. 이는 결과적으로 프로 야구 신인 선수들의 몸값 인플레이션을 부추기는 결과를 낳았으며, 당시 야구 팬들 사이에서 구설수에 올라 비판을 받기도 하였다．현대 피닉스는 훗날 1995년 현대그룹에서 프로 야구 팀 태평양 돌핀스를 인수하여 1996년 현대 유니콘스로 창단함으로써 졸지에 현대 유니콘스 프로야구단을 위한 선수 수급 기지로 전락하게 되었다.(실제로 안희봉은 피닉스에서 유니콘스로 팀을 옮겼다.) 특히 피닉스는 프로에 가는 선수들에게 처음 지급했던 계약금이 '실제로는 대여금'이라며 이자까지 5배나 붙여 반환을 요구하기도 했다. 이로 인해 문동환을 롯데 자이언츠가 영입하면서 전준호를 현대 유니콘스에 내주는 어이없는 트레이드가 발생했다. 그 후 현대 피닉스는 IMF 역풍에 휘말려 1999년 시즌을 끝으로 해체했다. 그러나 현대 피닉스 출신으로 프로 야구계에 진출하여 성공한 선수는 문동환 정도로 손에 꼽을 정도이며, 아마추어와 프로의 수준 차이로 인하여 잘 적응하지 못하고 기량도 적정 수준에 미치지 못해 잠시 반짝하다가 방출 등으로 현역에서 대부분 물러나는 경우가 많았다.
한편 1995년 시즌 중 태평양 돌핀스는 구단 운영에 어려움이 생겨 매각을 결정했고, 1995년 9월 21일 현대그룹에서 450억에 태평양 돌핀스를 인수함으로써 1995년 시즌이 끝난 뒤 1996년 3월 11일 '현대 유니콘스'로 팀명으로 결정, 창단하게 된다. 구단주는 현대전자(現 SK하이닉스)회장이었던 정몽헌 회장이 맡아 대주주는 현대전자가 지원하였으며, 창단 감독은 태평양 돌핀스의 수석 코치 김재박으로 내정하였다.

### 1996년~1999년
1996년 태평양이 해체되고 현대가 그 역사를 인수받아 현대 피닉스에서 현대 유니콘스로 태평양을 재창단 역사는 그대로 인계, 박재홍,박진만,최원호를 영입하여 한층더 선수층이 듬직해지고 이듬해인 1997년 대어급 선수를 받쳐줄 후보선수들 부족으로 정규 시즌 6위를 기록하였다, 그후 1998년 정명원이 계투에서 보직을 선발로 이동, 성공을 거뒀다
트레이드 충격을 걷어낸 전준호의 포텐이 터지고 이명수 , 박경완을 각각 OB,쌍방울에서 영입을 하여 전력을 보강
코치진에선, 김시진을 영입하여 한층더 강화시켜 사상첫 우승을 일궈낸다.
그후 1999년 양대리그 드림리그,매직리그체제로 시작됐던 99시즌 전년도 우승팀의 면모는 온데간데없고
김경기의 부상 김수경의 부진으로 여러모로 힘든시즌을 겪었다 드림리그에선 3위,정규시즌에선 5위를 달성하였다.

#### 1996년
1996년 창단한 현대 유니콘스 구단은 당시 재계 1·2위를 다투고 있던 현대 그룹의 계열사 현대전자의 대폭적인 지원을 받아 기존의 약팀의 이미지에서 강팀의 이미지로 차츰 변모해 가고 있었다. 그러면서 대어급 선수들을 영입하였는데, 대표적인 예가 고졸 유격수 대어급이었던 박진만과 대졸 투수 최원호, 외야수 박재홍 입단 등을 들수 있다. 특히, 대졸 외야수 박재홍은 1992년 드래프트에서 해태 타이거즈에 1차 지명되었으나, 박재홍은 연세대학교로 진학하였고 졸업하면서 지명 권한이 있는 연고 구단 해태 타이거즈로 입단해 갈 것이라는 예상과는 달리 그는 태평양 돌핀스를 인수한 현대 유니콘스에 입단하기로 밀약을 맺어 해태 타이거즈로의 입단을 거부하게 된다. 그러고는 그가 현대 유니콘스에 입단하는 조건으로 당시 해태와 현대는 박재홍의 지명권과 태평양 투수 최상덕을 맞바꾸는 트레이드를 성사시킴으로써 박재홍은 현대에 입단하게 되었다.
이러한 현대그룹의 과감한 투자에 힘입어 현대 유니콘스 선수단 분위기는 기존의 태평양 돌핀스 시절대 선수단 분위기와 크게 달랐다. 그러나, 1996년 정규 시즌, 많은 야구 전문가들은 현대 유니콘스에 대해 빈약한 타선 때문에 하위권으로 예상하였지만, 창단 첫해 현대 유니콘스는 기존의 태평양 돌핀스 시절 투수 왕국이라 불릴 만큼 화려하고 탄탄한 투수진 구축등 바탕과 함께 타선에서는 신인선수 박재홍의 30-30클럽 달성과 뛰어난 활약을 보였으며 4번 타자 거포 김경기와 고졸로 갓 입단한 신인 유격수 박진만의 눈부신 수비활약 등 타선의 활력소 역할을 보였다. 또한, 새로 임명된 김재박 감독은 선수단 조직력을 짜임새있게 다듬는 데 중점을 두어 정규시즌 4위를 기록함으로써 전문가들의 예상을 뒤엎어 버렸다. 창단 첫 해 정규시즌 4위를 기록하여 포스트 시즌에 진출, 한화 이글스를 상대로 2전 전승하여 플레이오프에 진출하게 된다. 플레이오프 맞상대인 쌍방울 레이더스를 상대로 1·2차전 전주에서 9회말 끝내기로 분패하였으나, 3·4차전 인천에서 승리, 5차전 잠실에서 승리함으로써 3승 2패로 극적인 승리, 인천 연고 팀 역사상 2번째 한국시리즈에 진출하게 된다. 한국시리즈에서 해태 타이거즈상대로 경기를 치르게 되었는데, 당시 양팀 전력비교하면 해태 타이거즈가 일방적으로 우세했었다. 현대 유니콘스의 투수진들은 포스트시즌, 플레이오프 등을 거치면서 체력적으로 한계가 있었고, 타선은 기존의 '물방망이 타선'에서 벗어나지 못하였으며 전반적으로 해태 타이거즈에 비해 열세적이었던 상황 속에서 한국시리즈 4차전, 마무리 투수였던 정명원이 깜짝 선발로 등판, 한국시리즈 역사상 최초의 노히트 노런을 기록하는등 분위기 반전을 꾀했으나, 한국시리즈 5차전과 6차전에서 분패함으로써 해태 타이거즈가 우승. 현대 유니콘스는 창단 첫 해에 준우승에 만족하였다.

#### 1997년
1996년 창단 첫 해에 정규시즌 4위, 한국시리즈 준우승한 현대 유니콘스는 전력보강을 위해 투자를 아끼지 않았다. 1997년 시즌 시작 전, 현대 유니콘스와 롯데 자이언츠 사이에 톱타자 전준호<-> 투수 유망주 문동환+5억에 트레이드가 성사되는데, 이는 실업 야구 팀 '현대 피닉스' 계약으로 소속되어 있던 문동환과의 계약을 해제해 원래 지명권이 있던 롯데 자이언츠구단과의 계약을 할 수 있도록 하는 대신에 해당 구단으로부터 주력 클래스의 선수하고 트레이드로 받아 들이는 형태로 이루어진 것이었다. 롯데 자이언츠에서 이적한 전준호는 트레이드 충격에 벗어나지 못한 채로 1997년 정규 시즌을 맞이하였고, 그해에 프로 선수 생활 가장 낮은 성적을 기록하게 된다.
1997년 현대 유니콘스는 기존의 탄탄한 투수진을 바탕으로 에이스 정민태와 불펜 투수 조웅천 등이 활약했었으나, 선발 투수 위재영은 시즌 중 부상을 당해 전력에 이탈하였고, 마무리 투수 정명원의 부진과 타선은 전체적으로 침체였다. 뿐만 아니라 투타 밸런스도 불균형을 이루었다. 팀 타선의 활력소 역할인 박재홍은 시즌 중반 부상을 당해 30게임이나 결장했음에도 불구하고 .326에 20-20클럽 달성하여 제 몫을 했으나, 거포 김경기는 프로데뷔 이후 가장 낮은 성적을 기록하였다. 또한, 프로 2년차 풀타임을 뛰는 유격수 박진만은 전경기 출장하여 1할 타율을 기록하는등 심각한 부진을 겪었다.
1997년 현대 유니콘스는 선수층 빈약함이 여실히 드러나게 되어 정규 시즌 6위를 기록한다.

#### 1998년
1998년에 현대 유니콘스 구단은 빈약한 포수자원을 메우기 위해 시즌 시작 전, 당시 재정난을 겪던 쌍방울 레이더스의 포수 박경완을 현금 트레이드로 영입하게 된다. 당시 재정난을 겪었던 쌍방울 레이더스의 주축 선수를 현금으로 빼가는 데서 야구팬들 사이에 구설수에 오르곤 했었다. 이어서 OB 베어스에서 방출되어 선수생활에 궁지 몰렸던 2루수 이명수를 영입하였으며, 1998년부터 용병제가 도입되면서 용병선수들 조 스트롱과 스캇 쿨바를 영입하였다. 투수진에서는 마무리 투수였던 정명원이 선발로 전환하였고, 고졸 신인으로 갓 입단한 김수경은 현대 유니콘스에 입단하면서 새로 부임된 투수코치 김시진의 조언으로 기량이 더욱 향상되었다.
1998년 정규시즌 시작 전반부터 현대 유니콘스는 파죽지세로 승승장구했다. 투-타 완벽한 밸런스와 짜임새를 갖추었을뿐만 아닌 용병선수들 활약이 돋보였다. 선발투수진에서는 정민태-정명원-위재영-김수경-최원호 1~5선발 투수들 전원 두자리 승수 이상을 기록(17승-14승-13승-12승-10승)하였는데(최원호는 1구원승이 있어 10선발승 이상과 거리가 멈), 인천고등학교 졸업 후 곧바로 선발 로테이션에 진입한 신인 투수 김수경은 특히 160이닝 동안 168개의 탈삼진을 기록하며 '닥터 K'로서의 면모를 보여줬다. 이는 당시 현대 투수코치이던 김시진이 1983년 세웠던 신인 최다 탈삼진(154개)을 넘어선 기록이었다.
타선에서는 기존의 '물방망이 타선'의 이미지를 탈피하였다. 1997년 트레이드 충격에서 벗어나지 못했던 전준호는 1998년 트레이드 충격을 털어내 확실한 1번 타자 역할을 하였으며, OB 베어스 출신인 베테랑 이명수는 2번타자로 자주 출장하여 프로생애 첫 3할타율이상 기록하는등 테이블셔터로의 역할을 잘 수행해내었으며, 중심타선 박재홍-스콧 쿨바-김경기로 이어지는 타선은 위력적이었다. 박재홍은 1998년에 30홈런-30도루 이상을 달성하였으며, 용병선수 스콧 쿨바는 26홈런을 기록하였다.
시즌 중에는 한국시리즈에 대비하여 재정난을 겪던 쌍방울 레이더스와의 트레이드로 당시 현대유니콘스 선수였던 박정현과 가내영 두 선수와 현금 6억원에 맞트레이드로 불펜투수 조규제를 영입했으며, 이와 동시에 LG 트윈스의 박종호<->최창호와 맞트레이드를 감행하였는데 조규제는 이적 후 선발로 전향했다. 1998년 정규시즌 동안 조직력과 짜임새로 파죽지세로 승승장구하는 경기가 많았던 현대유니콘스는 81승 45패를 기록했는데 이는 기존의 약팀의 이미지에서 탈피한 인천 연고팀 역사상 최초의 정규시즌 1위를 기록한 엄청난 의의였다.
정규시즌 1위한 현대유니콘스는 한국시리즈 직행하였는데, 한국시리즈 맞 상대는 LG 트윈스였다. 당시 LG 트윈스는 현대 유니콘스 상대로 11승 7패를 기록하여 상당히 강세를 보였었다. 거기다 한국시리즈 경기전 공백기동안 선수단내 청백전에서 주축선수 박재홍이 부상을 당하게 되어 현대측에서는 커다란 타격을 받았다. 하지만, 한국시리즈 경기에 박재홍은 테이핑을 감으면서까지 지명타자로 출장하여 맹활약을 하게 된다.
한국시리즈 기간동안 6차전 경기를 치렀는데, 지명타자로 출장한 박재홍의 활약과 에이스 정민태의 눈부시는 활약에 힘입어 4승2패로 현대 유니콘스가 우승을 하여 인천연고팀 프로야구 창단 17년 만에 우승을 이뤄내게 된다. 특히 한국시리즈에서 가장 뛰어난 활약한 정민태는 한국시리즈 1차전과 4차전에 완벽한 투구를 보였고, 6차전에 마무리로 등판하여 우승의 감격을 맛보았다. 이는 구단의 공격적인 투자와 함께 창단 3년 만에 첫 우승을 하였다는 것에 의의를 둔다.
그 해 현대 유니콘스는 한국시리즈 MVP(정민태)와 신인왕(김수경)을 배출했고, 4명이 골든글러브(정민태, 박경완, 전준호, 박재홍)를 수상했다.

#### 1999년
1999년 시즌은 매직리그, 드림리그로 나뉘어 양대리그 체제가 시작되었고, 1998년 창단 첫 우승을 일궈낸 현대 유니콘스는 1999년시즌전 우승후보로 거론되곤 했었다. 하지만, 막상 시즌이 시작되면서 현대유니콘스는 투수진이 총체적으로 붕괴되었다. 선발에서 마무리로 복귀한 정명원은 노쇠화 기미를 보였고, 선발 위재영은 시즌중 부상에 시달려 전력이탈하였으며, 신인급 투수들인 김수경과 최원호는 혹독한 2년차 징크스를 겪었다. 이런 가운데 유일하게 투수진에서 눈부신 활약은 했던 선수는 정민태였다. 정민태는 1999년에 20승을 기록했다. 타선에서는 거포 김경기가 시즌중 부상으로 전력 이탈하였으나, 1998년 LG에서 이적한 박종호의 활약과 톱타자 전준호, 중심타선의 박재홍, 에디 피어슨의 활약등 타선에서는 공격적인 행보를 보였다. 1999년 시즌에는 전체적으로 투-타 불균형이 극심하여 드림리그에서 3위를 기록, 정규시즌 5위를 기록하였다.

### 2000년~2004년

#### 2000년
2000년 일단 현대는 충격적인 선언으로 시즌을 준비했다. 그것은 바로 연고지 이전.
원래 연고지였던 인천,경기도,강원도 지역에서 서울로 이전하는 한마디로 뒤통수를 치는 선언을 한 것이다.
여기에는 당시 8번째 구단 쌍방울 레이더스의 부도와 밀접한 관련이 있는데, 프로야구가 홀수개수 팀으로 운영될 것을 걱정한 KBO는 구단을 운영한 새로운 기업을 물색하던 도중 SK그룹과 접촉하게 되었으며, SK그룹은 팀 창단을 조건으로 서울 연고권을 요구하게 되고, KBO가 난색을 표하자 차선책으로 요구한 곳은 당시 현대 유니콘스가 사용하던 인천이었다. 프로야구가 홀수의 팀으로 운영될 것에 두려움을 표한 KBO는 현대 유니콘스에게 서울 연고권을 줄테니 우선 수원으로 이전해달라는 요청을 하게 되고, 현대는 이를 받아들이며 현대의 연고지는 인천에서 수원으로 바뀌게 된다.
시즌 최강의 모습을 보여주는 00년 현대유니콘스 최원호←→심재학 맞트레이드를 강행 후 심재학을 타자로 전향시켜 야수진을 더욱 보강했다.
정명원은 이 시즌을 끝으로 은퇴를 선언하게 된다. 중고신인 위재영은 39세이브를 달성한다.
선발진 3명은 18승 트리오를 결성하게 되는데 그 멤버는 부진했던 김수경, 에이스 정민태, 트레이드로 온 임선동이었다. 그야말로 막강중의 막강이였다.
이 해는 최초의 홀드제도가 시행된 해이기도 한데, 조웅천이 초대홀드왕을 등극하면서 허리를 튼튼하게 해주었다.
박경완이 4연타석홈런, 40홈런을 기록하면서 거포의 끼를 보여주고, 박재홍이 30-30클럽을 통틀어서 3번이나 가입을 함으로써 호타준족의 면모를 보였지만 일간에선 '기록 밀어주기'라는 시선을 보냈다. 김재박이 이끈 현대는 91승49패2무 승률6할9푼5리의 막강전적을 보여주며 정규시즌1위 팀타율 0.278 팀방어율 3.64을 기록하며 한국시리즈 직행 00년도 KS우승을 일궈냈다

##### 연고지 이전
2000년 1월, 현대그룹에서 추진하여 기존의 연고지였던 인천광역시·경기도·강원도 지역에서 서울특별시로 이전하는 선언을 하게 된다. 당시 KBO와 문화관광부는 국내 4대 기업 중 하나인 SK그룹을 끌어들여 재정난위기 겪던 쌍방울 레이더스를 인수하게끔 언질을 하였고, SK그룹은 쌍방울 레이더스를 인수하는게 아닌 해체를 시켜 쌍방울 선수단들을 웨이버 공시하고 계약하는 형식으로 신생 구단을 창단하고, 연고지를 서울특별시로 희망하게 된다. 그러나, 현대 유니콘스 구단을 운영하는 모체인 현대전자(現 SK하이닉스)와 현대그룹에서 '프로야구에 참여할 당시 이미 서울로 연고지 이전'을 KBO로부터 약속받았던 터였기에 SK 측과 마찰을 빚기도 하였는데, KBO는 'SK 측은 차선책으로 현대 유니콘스의 연고지였던 인천광역시·경기도·강원도 지역을 프랜차이즈로 창단하되, 현대 유니콘스는 홈 구장인 숭의야구장을 떠나 수원야구장을 임시로 사용하기로 상호 양해를 한다.'는 중재하는 선에서 타협이 이루어지게 된다.
이렇게 되어 현대그룹에서 주도한 연고지 이전 발표 선언은 그 당시 기존의 야구 팬들 사이에서 많은 질타를 받게 되었고, 많은 야구 팬들이 깊은 실망감에 빠지게 되면서 기존의 야구 팬들은 반발하여 대거 이탈하게 된다. 뿐만 아니라 당시 선수단 사이에서도 연고지 이전 반대를 강력하게 호소하였으나, 현대그룹에서는 이를 외면한 채 연고지 이전을 추진하였다. 연고지 이전 사유에는 여러 가지가 있으나, 가장 큰 이유 중 하나가 바로 숭의야구장의 열악한 시설 때문이었다고 생각할 수도 있다. 당시 1997년 숭의야구장을 현대 유니콘스 구단의 자비를 들여 대대적으로 보수하고자 대폭적인 투자를 하였으나, 숭의야구장이 '무허가 건물'이라 인천광역시에서 보수 허가를 못내줬다고 한다. 실제로 숭의야구장은 과거 일제 시대 때 지은 건물로 공설이었으나, 주인도 없고 사용료도 없고 관리도 구단에서 알아서 하는 무허가 구장이었던 것이었다. 또, 매년 평균 관중이 해마다 갈수록 떨어져 갔다는 점도 한 몫을 했다. 매년 선수층이 강화되어 강팀으로 변모하고 있었을 무렵에 당시 숭의야구장에 평균 관중수는 매년 급격히 줄어들어가고 있었던것도 한 가지 이유 중 하나였다.

##### 2000년 정규 시즌과 한국시리즈 우승
2000년때 현대 유니콘스는 최고의 한 해를 보낸 동시에 가장 어렵고, 격동의 한 해를 보냈던 해이기도 했다.
2000년 매직리그와 드림리그로 양대 리그 체제로 가게 되었고, 기존의 홈 구장이었던 숭의야구장을 떠나 수원야구장에서 경기를 가지게 되었다. 시즌 시작 전, 현대 유니콘스는 LG 트윈스의 심재학<->최원호와 맞트레이드로 영입하여 당시 투수로 전환했던 심재학을 타자로 복귀하게 하였다.
시즌 초반부터 승승 장구를 하였다. 개막 후 5연승을 질주하더니 25경기 만에 20승, 40경기 만에 30승을 거두며 일찌감치 독주 체제를 구축했다. 5월 19일에는 대전에서 포수 박경완이 4연타석 홈런을 기록하고, 7월 13일에는 박종호가 59경기 연속출루기록하는등 투-타 밸런스가 완벽했던 한해였다. 선발투수진에서는 정민태-김수경-임선동을 주축으로한 선발투수들은 공동으로 18승을 기록하여 다승 공동 선두에 올랐으며, 불펜에서는 조웅천이 인상적인 활약을 보였고, 부상으로 인해 선발에서 마무리 투수로 재기한 위재영은 39세이브를 기록하였다. 타선에서는 박재홍이 유일무이한 3할타율-30홈런-30도루-100타점-100득점을 달성하였고, 용병 선수 톰 퀸란은 3루수로 뛰어난 활약을 보였다.
선수층에서는 기존의 팀에서 거포 역할을 하였던 김경기가 시즌중 SK 와이번스로 현금 트레이드되어 떠나기도 하였으나, 2000년 현대 유니콘스는 이해 0.695 승률을 기록, 정규시즌 91승 2무 40패라는 단일시즌 역대 최다 승팀(양대 시즌 승률은 85삼성으로, 0.705의 승률을 기록했다.)으로 급부상하게 된다. 그러나, 시즌중 현대 유니콘스 구단은 가장 어려움을 겪기 시작한 한 해이기도 하였다. 현대그룹에서 추진한 연고 이전으로 SK로부터 54억원을 받았으나, 연고 이전을 추진하는 과정에서 현대그룹은 내부에서 정주영 회장 슬하 아들 간의 갈등으로 인한 ‘왕자의 난’으로 분열되었고, 서울 연고 비용으로 서울 연고 팀 LG와 두산에게 지급해야할 54억원을 모기업 현대전자(現 하이닉스 반도체)가 '기업 부도난을 겪고 있다.'는 명분으로 현대 유니콘스가 이전하는 데 이용해야 할 운영 자금을 가로채 현대전자가 써버리는 일을 해버렸다. 이렇게 되어 내부 분열된 현대그룹과 모기업 현대전자로부터 지원이 대폭 축소되기 시작한 현대 유니콘스는 어려움을 겪기 시작하게 되면서 임시 홈 구장인 수원야구장에 계속 있어야 하는 사태가 되어 버리고 이는 훗날, SK 와이번스 구단과 자주 마찰을 겪게 된다.
정규시즌 1위를 차지한 현대 유니콘스는 양대리그로 플레이오프 경기에서 삼성 라이온즈와 맞상대하게 되는데, 삼성 라이온즈를 상대로 4전 전승하여 한국시리즈에 직행하게 된다. 한국시리즈에서 두산 베어스를 상대로 맞붙게 되었는데, 3차전까지만 해도 현대 유니콘스가 일방적으로 승리하여 3승 무패로 무난하게 우승할 분위기였다. 그러나, 4차전 잠실야구장에서 두산 베어스가 승리함으로써 반격이 시작되어 5·6차전에 두산이 승리하여 분위는 크게 전환되었다.
그러나, 7차전에서 톰 퀸란의 활약과 임선동의 활약에 힘입어 현대 유니콘스는 6-2로 승리, 한국시리즈 우승을 함으로써 2번째 한국시리즈 우승을 차지하게 된다. 한국시리즈 MVP는 톰 퀸란이 수상받았다.
이해에 현대 유니콘스는 골든글러브, MVP, 올스타전등 각종 부문을 휩쓸었다.

#### 2001년
2001년에 현대 유니콘스는 경영난에 시달리기 시작하게 된다. 악화의 원인은 구단의 최대 주주였던 현대전자(現 하이닉스반도체)가 부도가 나면서부터였다. 2001년 현대그룹의 경영 부진으로 그룹계열사에서 빠져나가게 된 현대전자(하이닉스 반도체)가 대주주로 투자했던 스포츠구단(농구,야구등) 지분을 매각하거나 투자를 단 한푼도 안 하게 된다. 이후 현대 유니콘스 야구단은 이때부터 명목상 대주주뿐인 하이닉스로부터의 지원이 끊어지게 되어 경영난을 겪게 된다. 이때부터 현대 유니콘스는 한때 구단매각설에 휩싸였으나 현대자동차를 비롯하여 범 현대가로부터 지원을 받아가면서 구단을 운영하게 된다.
이 시기에 현대 유니콘스에서는 에이스 정민태가 2000년 시즌이 끝난뒤 일본프로야구 요미우리 자이언츠로 이적하였고, 불펜투수로 활약한 조웅천은 SK 와이번스로 현금트레이드로 이적, 심재학은 선수협파동으로 두산 베어스의 심정수와 1:1 트레이드되고 정명원은 2000년 시즌끝으로 은퇴를 선언하였다.
2001년 시즌이 시작되면서 선발 임선동과 불펜 투수 신철인, 권준헌 등의 활약과 타선에서는 유격수 박진만과 포수 박경완이 활약했는데, 박진만은 유격수로 3할 타율에 22홈런을 기록하였고, 박경완은 포수 최초 20홈런-20도루를 기록하였다.
시즌 동안 삼성 라이온즈와 두산 베어스하고 더불어 치열한 선두권다툼을 하였는데, 치열한 선두권 다툼끝에 정규시즌 2위를 기록했으나, 플레이오프에서 만난 두산 베어스를 상대로 1승 3패로 패함으로써 3위로 마치게 된다.

#### 2002년
2002년 정규시즌은 임선동과 마무리에서 선발로 복귀한 위재영등 주전 선수들의 잦은 부상으로 선수층이 약화되었으나, 신인으로 입단한 조용준은 마무리 투수로 눈부신활약을 보였고, 타선에서는 심정수와 이숭용의 활약과 조직력과 짜임새를 갖춘 선수단은 정규시즌 3위의 성적을 올렸다. 특히, 심정수는 46개의 홈런을 기록하여 삼성 라이온즈의 이승엽과 SK 와이번스의 용병타자 페르난데스와의 홈런경쟁을 벌이기도 하였다. 정규시즌 3위를 기록한 현대 유니콘스는 준플레이오프(포스트 시즌)에서 정규 시즌 4위였던 LG 트윈스를 상대로 2전 전패함으로써 4위에 그치게 되었다.

#### 2003년
2003년 시즌 시작전에 2년간 일본 프로 야구에서 뛰었던 에이스 정민태가 현대유니콘스로 복귀하게 된다. 2002년 시즌 끝난 뒤 1996년창단때부터 팀에 많은 활약을 했던 박재홍은 KIA 타이거즈의 정성훈+10억에 트레이드된다. 주전포수 박경완은 FA선언으로 SK 와이번스로 이적하였고, SK에서 방출된 김동수를 포수로 영입하였다. 여기에 2003년도부터 연고권문제등 논의로 인해 현대 유니콘스 구단은 1차 지명권이 상실되었다.
시즌 시작전까지만해도 야구 전문가들은 현대 유니콘스를 중위권 전력으로 예상했었다. 하지만, 현대는 에이스 정민태와 셰인 바워스의 활약과 거포 심정수와 노장 김동수, KIA 타이거즈에서 현대 유니콘스로 입단한 정성훈의 활약등 힘입어 7월 중순 이후, 단 한차례도 선두의 자리를 내주지 않고 정규시즌을 80승 51패로 마감하며 한국시리즈에 직행하게 된다. 특히, 정민태는 2003년 정규시즌에 17승 2패를 기록하였는데 2000년때 기록이 이어진 21연승을 기록하였고, 심정수는 삼성 라이온즈의 이승엽과 홈런경쟁을 벌이며 53홈런에 142타점을 기록하였다. 셰인 바워스는 방어율 3.01로 리그 1위에 올랐다. 또 현대는 신인왕에서 집안경쟁을 벌였다. 투타 신인인 이동학과 이택근은 2표차 접전 끝에 시즌 8승 3패 방어율 5.35를 기록한 이동학이 1위로 신인왕을 차지하였고, 이택근은 그 뒤를 이어 2위에 올랐다.
2003년 시즌 중이던 8월, 현대 유니콘스의 구단주였던 故정몽헌 회장이 투신 자살했다. 당시 현대 유니콘스 선수단과 코칭스탭, 프런트들은 야구단에 각별히 애정을 가졌던 구단주의 죽음에 큰 충격을 받았었다. 구단주 故정몽헌 회장이 자살한 이후 현대 유니콘스의 구단주 자리는 2007년 해체되기까지 공석으로 남게 된다. 구단주 故정몽헌 회장의 자살로 현대 유니콘스 구단은 커다란 충격을 받았으나, 선수단들은 프런트진의 지원과 열정속에 특유의 가족같은 분위기로 조직력을 갖추어 정규시즌 1위를 이루어 한국시리즈 직행을 하게 된다.
2003년 한국시리즈에서 SK 와이번스와 상대를 하게 되는데, 에이스 정민태는 1차전과 4차전, 7차전에서 3번 선발등판하여 3승을 거두어 4승 3패로 현대 유니콘스의 3번째 우승을 이끌어내고 한국시리즈 MVP를 수상받았다.

#### 2004년
2003년시즌 끝난뒤, 에이스 정민태와 거포 심정수는 구단에서 최고의 대우를 받는다. 그리고, 2루수 박종호는 FA를 선언하여 삼성 라이온즈로 이적하게 된다. 그리고, 2004년시즌 시작 전 한화 이글스 외야수 송지만을 상대로 불펜 투수 권준헌을 1:1 트레이드했다.
2004년 시즌이 시작되면서 에이스 정민태와 4번 거포 심정수가 시즌내내 심각한 부진을 겪게 되었지만, 신인 좌완 투수 오재영과 용병 타자 클리프 브룸바의 활약 등 힘입어 현대 유니콘스는 6월말까지 선두의 자리를 굳건히 지켜가면서 유지하였으나, 6월과 7월되면서 삼성 라이온즈와 두산 베어스하고 선두권자리를 놓고 치열하게 3파전을 두게 된다. 각 팀들은 잡힐 듯 하다가 달아나고, 잘 앞서가다가도 어느 순간 덜미를 잡히길 반복했었다.
시즌 후반기에 접어들면서 선두권 경쟁은 더욱 치열해지는 양상으로 이어져가게 되었고, 현대 유니콘스는 삼성 라이온즈와 1위, 2위의 자리를 오가며 한국시리즈 직행을 놓고 선두권 경쟁을 하였다. 그러던중 2004년시즌 중에 '병역 파동'으로 휩쓸게 되면서 3루수 주전 정성훈이 남은경기에 결장하게 되었지만, 10월, 시즌 마지막 경기에 현대 유니콘스는 SK 와이번스를 상대로 수원구장에서 7-3의 승리를 거두며 바짝 뒤를 쫓던 삼성을 제치고 2004년 정규시즌 1위를 확정지게 된다.
2004년 한국시리즈에서 플레이오프에서 두산 베어스를 상대로 승리한 삼성 라이온즈와 상대하게 되었는데, 사상 유례 없는 무승부 경기(2차전, 4차전, 7차전)가 세 차례 나왔고, 이 때문에 역대 한국시리즈 사상 최다 경기인 9차전까지 진행되었다. 한국시리즈 혈전속에 9차전에서 8:7로 현대 유니콘스가 승리함으로써 현대 유니콘스는 2년 연속 우승과 4번째 우승을 하게 되었고, 한국시리즈 MVP로는 현대 유니콘스의 조용준 선수가 차지했다. 이 해가 현대의 마지막 우승이었다.
이시즌에 유격수 박진만과 용병 타자 클리프 브룸바가 골든 글러브를 수상받았고, 신인 오재영은 신인왕을 수상받았다.

### 2005년~2007년 몰락기

#### 2005년
2004년 시즌이 끝난 뒤, 주축 선수 박진만과 심정수가 FA를 선언하여 삼성 라이온즈로 이적하게 되고, 용병 타자 클리프 브룸바는 일본 프로 야구 오릭스 버펄로스로 이적하게 되는데, 여기서 1996년 창단 때부터 활약해 왔던 유격수 박진만의 이적은 현대 유니콘스에 있어서 크나큰 충격이었다. 2004년의 마지막 우승 이후 해체될 때까지 전력은 하향세를 타기 시작했다.
2005년 시즌이 시작되면서 시즌 중반까지는 4~5위 사이 중위권을 유지해 왔으나 시즌 후반에 접어들면서 선수단 체력 저하와 함께 잦은 수비 실책 등으로 연패를 거듭하면서 하향세를 타게 되며 정규 시즌 7위(당시 8위는 KIA 타이거즈였음.)를 기록하는 등 1996년 창단 이래로 최악의 성적(1997년 6위 이후 8년)을 맞게 된다.
투수진에서는 용병 선수 미키 캘러웨이와 황두성, 조용준의 활약이 돋보였으나 에이스 정민태는 재활과 부상으로 시즌 아웃되었고, 2004년 신인왕 오재영은 혹독한 2년차 징크스를 겪어야 했다. 결국 오재영은 이듬해 시즌을 끝으로 상무에 입대했고, 넥센 히어로즈로 인계된 이후 복귀하였다. 타선에서는 거포 송지만과 래리 서튼의 활약이 돋보였으나 톱타자 전준호가 부진과 부상에 시달렸고, 유격수 박진만을 대신한 채종국은 부진과 함께 잦은 수비 실책을 보였다. 팀의 주장인 이숭용 역시 시즌 중 심각한 슬럼프에 빠지는 등 타선 득점력도 기복이 심했었다.
여기에 2005년에 '명목상 대주주'일 뿐이었던 하이닉스반도체는 현대 유니콘스 야구단 지분에 대해 현대그룹과 법정 공방을 벌였고, 이 과정에서 현정은 현대그룹 회장은 KBO에 현대 유니콘스 야구단의 매각을 요청, 현대 유니콘스 구단은 어려운 한해를 보내게 되었다.(마일영, 이상열의 공익근무로 부재, 정성훈의 복귀함은 물론, 정수성의 부상과 퇴장, 전근표의 심판 항의 퇴장을 당했기 때문이였다.)

#### 2006년
2005년 어려운 시련을 겪었던 현대 유니콘스는 2006년 시즌 전, 야구 전문가들 사이에서 '꼴찌' 후보로 거론되곤 했었다. 2006년 정규 시즌이 시작되면서 처음부터 4연패를 겪는 등 총체적 어려움을 겪었으나 대졸 신인투수 장원삼의 눈부신 활약과 용병 투수 미키 캘러웨이, 승률왕을 차지했던 전준호(투수), 불펜 투수에 박준수, 신철인, 외야수 이택근의 활약과 노장 톱 타자 전준호, 이숭용, 포수 김동수의 투혼 등 선수단 내에 조직력과 짜임새를 바탕으로 치고 올라가게 되어 4월 말에는 파죽지세로 5연승, 9연승을 기록했다. 그로 인해 선두권으로 치고 올라가게 되면서 시즌 전에 '꼴찌' 후보로 점찍었던 야구 전문가들의 예상을 뒤엎어 버렸다. 그러다가 시즌 중반 무렵이 접어들면서 잠시 주춤하게 되어 삼성 라이온즈, 한화 이글스와 3파전 양상으로 선두권을 놓고 치열한 다툼을 하게 된다. 치열한 선두권 경쟁끝에 정규시즌 2위를 기록하게 되어 플레이오프에 직행하게 된다. 준 플레이오프에서 KIA 타이거즈를 꺾고 플레이오프에 진출한 한화 이글스와 경기를 치르게 되었는데, 1차전에서 크게 승리하였으나, 2·3차전에서 분패하였고 4차전에는 0:4로 패하게 되어 1승 3패로 플레이오프에서 한화 이글스에 패하게 되어 최종 3위를 기록하게 된다.
그러던 중, 2006년 10월에 김재박 감독이 돌연 자신의 친정 팀이었던 LG 트윈스의 감독으로 이적하게 되면서 현대 유니콘스는 오랫동안 투수코치로 있던 김시진을 후임 감독으로 선임하게 된다.

#### 2007년
2006년 이후 그나마 지원하였던 현대가에서 지원을 중단하게 되었다. 이렇게 되자, 현대 유니콘스 구단은 운영에 어려움을 크게 느끼게 되면서 현대 유니콘스 고문 이사이자 현대해상 회장인 정몽윤이 KBO 회장에게 직접 찾아가 매각해 줄 것을 요청하게 된다. 2007년 1월 16일, "하이닉스의 경영 부진을 위해 농협중앙회에 야구단 매각을 추진하고 있다."고 언론에 보도되었다. 그러나, 1월 19일 농협 측은 농민 등 여론의 반발을 이유로 인수를 중단한다고 발표하게 된다.
이렇게 되면서 현대 구단은 지원한푼도 없이 KBO로부터 위탁 운영을 받게 되면서 2007년 시즌을 치러나가게 되었다. 2007년시즌 개막 3연전부터 3연패를 당한 것을 시작으로 4월에는 매우 심각한 부진에 빠지게 된다. 4월 말까지만해도 7연패를 겪는 등 여러 가지 어려움을 겪곤 했었다. 그러나, 연패를 끊은 이후부터 5월과 6월에 치고 올라가 한때 4위권 내에 들어가기도 하였으나, 시즌 중에 용병투수 미키 캘러웨이가 부상으로 이탈함으로써 선발 투수진이 붕괴되는 어려움을 겪기도 하였다. 이렇게 되면서 시즌내내 투-타 불균형 엇박자가 계속 이어가게 되었다. 하지만, 이러한 어려운 상황 속에서도 선수단들은 동요하지도 포기하지 않고, 프런트진의 지원과 열정속에 구단 특유의 가족같은 분위기를 형성하여 끝까지 분전하였다.
투수진에서는 장원삼, 황두성, 김수경이 선발에서 활약하였고, 불펜에서는 신예 투수 조용훈과 박준수가 활약하였다. 타선에서는 이택근과 송지만, 클리프 브룸바, 정성훈 등과 노장 선수인 김동수, 전준호, 이숭용이 활약하였다.
2007년 10월 5일 고별전이었던 한화 이글스를 상대로 2:0으로 승리하면서 유종의 미를 거두며 2007년 정규시즌 6위를 기록했고, 이 해를 마지막으로 이듬해 2008년 3월에 해체되어 역사 속으로 사라졌고, 이후 현대 야구단은 우리 히어로즈로 재창단되어 명맥을 이었다.

### 매각 과정과 해체
- 2005년 5월 - 현대그룹 현정은 회장 KBO에 구단 매각 요청．
- 2006년 12월 - 모기업 현대&기아차 야구단 지원 중단 발표.
- 2007년 1월 15일 - 농협 현대 인수 여부 검토 언론 보도．
- 1월 19일 - 농협 현대 인수 포기 통보．
- 1월 23일 - 미국 투자회사 KBO에 현대 인수 의사 전달 언론 보도．
- 1월 26일 - 미국 투자회사 현대 인수 포기 통보．
- 2월 27일 - KBO "현대 인수 타진 기업 3월초 최종 인수 여부 의사 전달할 것" 발표．
- 6월 1일 - KBO 신상우 총재 "농협, 현대 인수 재추진 가능성 있다" 발언．
- 9월 27일 - 신상우 총재 "빠르면 10월초 뻗어나가는 중견기업에 매각될 것"
- 9월 28일 - KBO "STX 현대 인수 실무 검토" 발표．
- 11월 21일 -KBO "STX 인수 제안 공식 철회" 발표．
- 12월 11일 - 신상우 총재 "크리스마스에 좋은 소식이 있을 것" 발표．
- 12월 27일 - KBO "KT, 현대 유니콘스 해체 후 재창단" 발표．
- 12월 28일 - LG·두산 "KBO와 KT 협상 내용 인정할 수 없다" 반발．
- 12월 30일 - KT "7개 구단 찬성 없을시 야구단 창단 없다" 발표．
- 2008년 1월 2일 - KBO, KT 창단 문제 논의 위한 이사회 소집 통보．
- 1월 8일 - KBO 이사회 'KT의 창단 전폭 환영 및 성의있는 조치 촉구' 결의문 발표．
- 1월 11일 - KT 이사회, 현대 인수 전면 백지화 선언．
- 1월 18일 - KBO, "3개 기업과 현대 매각 협상 중" 발표.
- 1월 30일 - KBO-센테니얼 인베스트먼트, 현대 대신할 제8구단 창단 조인.
- 2월 - 센테니얼 인베스트먼트, 서울 연고지 보장을 대가로 창단에 KBO와 합의. 현대 유니콘스를 해체한 뒤 선수단과 프런트를 승계 발표. 센테니얼, '우리 담배'와 메인스폰서 체결, '우리 히어로즈'구단명으로 창단.
- 3월 10일 - 현대 유니콘스 해체.

## 주요 기록
삼미 슈퍼스타즈 시기
- 연도 - 순위 - 경기 - 승 - 패 - 무 - 승률
- 1982년
  - 전반기 - 6위 - 40경기 - 10승 - 30패 - 0무 - 0.250
  - 후반기 - 6위 - 40경기 - 05승 - 35패 - 0무 - 0.125

- 1983년
  - 전반기 - 2위 - 50경기 - 27승 - 23패 - 0무 - 0.540
  - 후반기 - 2위 - 50경기 - 25승 - 24패 - 1무 - 0.510

- 1984년
  - 전반기 - 6위 - 50경기 - 18승 - 30패 - 2무 - 0.375
  - 후반기 - 6위 - 50경기 - 20승 - 29패 - 1무 - 0.375

- 1985년
  - 전반기 - 6위 - 55경기 - 15승 - 40패 - 0무 - 0.273

청보 핀토스 시기
- 연도 - 순위 - 경기 - 승 - 패 - 무 - 승률
- 1985년
  - 후반기 - 4위 - 50경기 - 24승 - 30패 - 1무 - 0.444

- 1986년
  - 전반기 - 6위 - 54경기 - 17승 - 37패 - 0무 - 0.315
  - 후반기 - 7위 - 54경기 - 15승 - 37패 - 2무 - 0.333

- 1987년
  - 전반기 - 7위 - 54경기 - 18승 - 36패 - 0무 - 0.333
  - 후반기 - 6위 - 54경기 - 23승 - 29패 - 2무 - 0.333

태평양 돌핀스 시기
| 연도 | 순위 | 게임수 | 승 | 패 | 무 | 승률  | 비고                                      |
| 1988 | 7위  | 108    | 34 | 73 | 1  | 0.319 |                                           |
| 1989 | 3위  | 120    | 62 | 54 | 4  | 0.533 | 인천연고팀으로 첫 플레이오프 진출         |
| 1990 | 5위  | 120    | 58 | 59 | 3  | 0.496 |                                           |
| 1991 | 5위  | 126    | 55 | 69 | 2  | 0.444 |                                           |
| 1992 | 6위  | 126    | 56 | 67 | 3  | 0.457 |                                           |
| 1993 | 8위  | 126    | 34 | 82 | 10 | 0.310 |                                           |
| 1994 | 2위  | 126    | 68 | 55 | 3  | 0.552 | 한국시리즈 준우승(LG 트윈스에게 4:0 패배) |
| 1995 | 7위  | 126    | 48 | 73 | 5  | 0.401 |                                           |

현대 유니콘스 시기
| 연도 | 경기수 | 타율  | 승  | 무 | 패  | 승률  | 득점 | 안타  | 홈런 | 출루율 | 장타율 | 도루 | 비고                               |
| ---- | ------ | ----- | --- | -- | --- | ----- | ---- | ----- | ---- | ------ | ------ | ---- | ---------------------------------- |
| 1996 | 126    | 0.243 | 67  | 5  | 54  | 0.552 | 493  | 1001  | 106  | 0.318  | 0.371  | 112  | 정규시즌 4위 포스트시즌 2위        |
| 1997 | 126    | 0.247 | 51  | 4  | 71  | 0.421 | 497  | 994   | 82   | 0.327  | 0.361  | 112  | 정규시즌 6위                       |
| 1998 | 126    | 0.270 | 81  | 0  | 45  | 0.643 | 633  | 1123  | 142  | 0.344  | 0.434  | 134  | 정규시즌 1위 포스트시즌 우승       |
| 1999 | 132    | 0.272 | 68  | 5  | 59  | 0.535 | 699  | 1210  | 143  | 0.359  | 0.418  | 109  | 전체 5위, 리그 3위                 |
| 2000 | 133    | 0.278 | 91  | 2  | 40  | 0.695 | 777  | 1245  | 208  | 0.365  | 0.483  | 104  | 전체 1위, 리그 1위 포스트시즌 우승 |
| 2001 | 133    | 0.268 | 72  | 4  | 57  | 0.558 | 711  | 1192  | 169  | 0.362  | 0.429  | 99   | 정규시즌 2위 포스트시즌 3위        |
| 2002 | 133    | 0.261 | 70  | 5  | 58  | 0.547 | 658  | 1160  | 173  | 0.342  | 0.432  | 79   | 정규시즌 3위 포스트시즌 4위        |
| 2003 | 133    | 0.286 | 80  | 2  | 51  | 0.611 | 723  | 1280  | 175  | 0.373  | 0.456  | 75   | 정규시즌 1위 포스트시즌 우승       |
| 2004 | 133    | 0.275 | 75  | 5  | 53  | 0.586 | 692  | 1233  | 134  | 0.370  | 0.413  | 100  | 정규시즌 1위 포스트시즌 우승       |
| 2005 | 126    | 0.256 | 53  | 3  | 70  | 0.431 | 563  | 1071  | 134  | 0.344  | 0.399  | 81   | 정규시즌 7위                       |
| 2006 | 126    | 0.270 | 70  | 1  | 55  | 0.560 | 547  | 1104  | 92   | 0.350  | 0.384  | 71   | 정규시즌 2위 포스트시즌 3위        |
| 2007 | 126    | 0.271 | 56  | 1  | 69  | 0.448 | 530  | 1154  | 96   | 0.346  | 0.384  | 51   | 정규시즌 6위                       |
| 통산 | 1553   | 0.267 | 834 | 37 | 682 | 0.550 | 7523 | 13767 | 1654 | 0.351  | 0.415  | 1127 |                                    |

## 통산 기록
| 연도                 | 팀명                 | 순위                 | 승   | 무 | 패   | 승률  | 포스트 시즌                                                                                | 수상 선수           | 감독                |
| -------------------- | -------------------- | -------------------- | ---- | -- | ---- | ----- | ------------------------------------------------------------------------------------------ | ------------------- | ------------------- |
| 1982                 | 삼미                 | 전기 6위 후기 6위    | 15   | 0  | 65   | 0.188 |                                                                                            |                     | 박현식              |
| 1983                 | 삼미                 | 전기 2위 후기 2위    | 52   | 1  | 47   | 0.525 |                                                                                            |                     | 김진영              |
| 1984                 | 삼미                 | 전기 6위 후기 6위    | 38   | 3  | 59   | 0.392 |                                                                                            |                     | 김진영              |
| 1985                 | 청보                 | 전기 6위 후기 6위    | 39   | 1  | 70   | 0.358 |                                                                                            |                     | 김진영              |
| 1986                 | 청보                 | 전기 6위 후기 7위    | 32   | 2  | 74   | 0.302 |                                                                                            |                     | 허구연              |
| 1987                 | 청보                 | 전기 7위 후기 6위    | 41   | 2  | 65   | 0.389 |                                                                                            |                     | 강태정              |
| 1988                 | 태평양               | 전기 6위 후기 7위    | 34   | 1  | 73   | 0.319 |                                                                                            |                     | 강태정              |
| 1989                 | 태평양               | 3위                  | 62   | 4  | 54   | 0.533 | * 준플레이오프: 삼성 전 2-1 승 * 플레이오프: 해태 전 0-3 패                                | 박정현 (신)         | 김성근              |
| 1990                 | 태평양               | 5위                  | 58   | 3  | 59   | 0.496 |                                                                                            |                     | 김성근              |
| 1991                 | 태평양               | 5위                  | 55   | 2  | 69   | 0.444 |                                                                                            |                     | 박영길              |
| 1992                 | 태평양               | 6위                  | 56   | 3  | 67   | 0.456 |                                                                                            |                     | 정동진              |
| 1993                 | 태평양               | 8위                  | 34   | 10 | 82   | 0.310 |                                                                                            |                     | 정동진              |
| 1994                 | 태평양               | 2위                  | 68   | 3  | 55   | 0.552 | * 플레이오프: 한화 전 3-0 승 * 한국시리즈: LG 전 0-4 패                                    |                     | 정동진              |
| 1995                 | 태평양               | 7위                  | 48   | 5  | 73   | 0.401 |                                                                                            |                     | 정동진              |
| 1996                 | 현대                 | 2위                  | 67   | 5  | 54   | 0.552 | * 준플레이오프: 한화 전 2-0 승 * 플레이오프: 쌍방울 전 3-2 승 * 한국시리즈: 해태 전 2-4 패 | 박재홍 (신)         | 김재박              |
| 1997                 | 현대                 | 6위                  | 51   | 4  | 71   | 0.421 |                                                                                            |                     | 김재박              |
| 1998                 | 현대                 | 1위                  | 81   | 0  | 45   | 0.643 | * 한국시리즈: LG 전 4-2 승                                                                 | 김수경 (신)         | 김재박              |
| 1999                 | 현대                 | 드림3위              | 68   | 5  | 59   | 0.535 |                                                                                            |                     | 김재박              |
| 2000                 | 현대                 | 드림리그 1위         | 91   | 2  | 40   | 0.695 | * 플레이오프: 삼성 전 4-0 승 * 한국시리즈: 두산 전 4-3 승                                  | 박경완 (최)         | 김재박              |
| 2001                 | 현대                 | 3위                  | 72   | 4  | 57   | 0.558 | * 플레이오프: 두산 전 1-3 패                                                               |                     | 김재박              |
| 2002                 | 현대                 | 4위                  | 70   | 5  | 58   | 0.547 | * 준플레이오프: LG 전 0-2 패                                                               | 조용준 (신)         | 김재박              |
| 2003                 | 현대                 | 1위                  | 80   | 2  | 51   | 0.611 | * 한국시리즈: SK 전 4-3 승                                                                 | 이동학 (신)         | 김재박              |
| 2004                 | 현대                 | 1위                  | 75   | 5  | 53   | 0.586 | * 한국시리즈: 삼성 전 4-2 승                                                               | 오재영 (신)         | 김재박              |
| 2005                 | 현대                 | 7위                  | 53   | 3  | 70   | 0.431 |                                                                                            |                     | 김재박              |
| 2006                 | 현대                 | 3위                  | 70   | 1  | 55   | 0.560 | * 플레이오프: 한화 전 1-3 패                                                               |                     | 김재박              |
| 2007                 | 현대                 | 6위                  | 56   | 1  | 69   | 0.448 |                                                                                            |                     | 김시진              |
| 현대 유니콘스 26시즌 | 현대 유니콘스 26시즌 | 현대 유니콘스 26시즌 | 1466 | 77 | 1594 |       | 한국시리즈 우승 4회                                                                        | 한국시리즈 우승 4회 | 한국시리즈 우승 4회 |

## 한국시리즈
| #                                                                    | 연도   | 감독   | 상대 팀       | 경기 결과               | 우승 횟수 | 시리즈 MVP    | 주석 및 기타   |
| -------------------------------------------------------------------- | ------ | ------ | ------------- | ----------------------- | --------- | ------------- | -------------- |
| 1                                                                    | 1994년 | 정동진 | LG 트윈스     | 4패 (XXXX)              |           |               |                |
| 2                                                                    | 1996년 | 김재박 | 해태 타이거즈 | 2승 4패 (XOXOXX)        |           |               |                |
| 3                                                                    | 1998년 | 김재박 | LG 트윈스     | 4승 2패 (OOXOXO)        | V1        | 정민태 (투수) | 현대로 첫 우승 |
| 4                                                                    | 2000년 | 김재박 | 두산 베어스   | 4승 3패 (OOOXXXO)       | V2        | 퀸란 (내야수) |                |
| 5                                                                    | 2003년 | 김재박 | SK 와이번스   | 4승 3패 (OXXOOXO)       | V3        | 정민태 (투수) |                |
| 6                                                                    | 2004년 | 김재박 | 삼성 라이온즈 | 4승 3무 2패 (O△X△OX△OO) | V4        | 조용준 (투수) |                |
| 한국시리즈 총 4회 우승 (삼미 0회 / 청보 0회 / 태평양 0회 / 현대 4회) |        |        |               |                         |           |               |                |

## 역대 한국시리즈 성적
| 연도 | 상대팀        | 승리 | 무승부 | 패전 | 최우수선수 |
| ---- | ------------- | ---- | ------ | ---- | ---------- |
| 1994 | LG 트윈스     | 0    | 0      | 4    | 김용수     |
| 1996 | 해태 타이거즈 | 2    | 0      | 4    | 이강철     |
| 1998 | LG 트윈스     | 4    | 0      | 2    | 정민태     |
| 2000 | 두산 베어스   | 4    | 0      | 3    | 톰 퀸란    |
| 2003 | SK 와이번스   | 4    | 0      | 3    | 정민태     |
| 2004 | 삼성 라이온즈 | 4    | 3      | 2    | 조용준     |
| 계   | 4번 우승      | 18   | 3      | 14   | 승률 0.563 |

## 구성원

### 역대 감독
삼미 슈퍼스타즈 시기
| 대수 | 이름   | 취임   | 퇴임   |
| ---- | ------ | ------ | ------ |
| 1대  | 박현식 | 1982년 | 1982년 |
| 대행 | 이선덕 | 1982년 | 1982년 |
| 2대  | 김진영 | 1983년 | 1985년 |
| 대행 | 이재환 | 1983년 | 1983년 |
| 대행 | 이선덕 | 1983년 | 1983년 |
| 대행 | 박현식 | 1983년 | 1983년 |
| 대행 | 신용균 | 1985년 | 1985년 |

청보 핀토스 시기
| 대수 | 이름         | 취임   | 퇴임   |
| ---- | ------------ | ------ | ------ |
| 1대  | 김진영       | 1985년 | 1985년 |
| 2대  | 허구연(35세) | 1985년 | 1986년 |
| 대행 | 강태정       | 1986년 | 1986년 |
| 3대  | 강태정       | 1987년 | 1987년 |

태평양 돌핀스 시기
| 대수 | 이름   | 취임   | 퇴임   |
| ---- | ------ | ------ | ------ |
| 1대  | 강태정 | 1988년 | 1988년 |
| 대행 | 임신근 | 1988년 | 1988년 |
| 2대  | 김성근 | 1989년 | 1990년 |
| 3대  | 박영길 | 1991년 | 1991년 |
| 4대  | 정동진 | 1992년 | 1995년 |

현대 유니콘스 시기
| 대수 | 이름   | 재임 기간       | 승  | 무 | 패  |
| ---- | ------ | --------------- | --- | -- | --- |
| 1대  | 김재박 | 1996년 ~ 2006년 | 778 | 36 | 613 |
| 2대  | 김시진 | 2007년          | 56  | 1  | 69  |

### 역대 코치
삼미 슈퍼스타즈 시기
| 보직       | 이름   | 취임   | 퇴임   |
| ---------- | ------ | ------ | ------ |
| 투수코치   | 이선덕 | 1982년 | 1983년 |
| 타격코치   | 이춘근 | 1982년 | 1983년 |
| 수석코치   | 이재환 | 1983년 | 1985년 |
| 플레잉코치 | 백인천 | 1983년 | 1984년 |
| 2군 감독   | 김진영 | 1983년 | 1983년 |
| 2군 감독   | 이재환 | 1983년 | 1983년 |
| 수석코치   | 이재환 | 1984년 | 1985년 |
| 투수코치   | 김금현 | 1984년 | 1985년 |
| 타격코치   | 배수찬 | 1984년 | 1984년 |
| 타격코치   | 오춘삼 | 1984년 | 1984년 |
| 수비코치   | 오춘삼 | 1984년 | 1984년 |
| 수비코치   | 이춘근 | 1984년 | 1984년 |
| 2군 감독   | 오춘삼 | 1984년 | 1984년 |
| 투수코치   | 신용균 | 1985년 | 1985년 |

청보 핀토스 시기
| 보직     | 이름   | 취임   | 퇴임   |
| -------- | ------ | ------ | ------ |
| 수석코치 | 이재환 | 1985년 | 1985년 |
| 투수코치 | 신용균 | 1985년 | 1985년 |
| 수석코치 | 강태정 | 1986년 | 1986년 |
| 수석코치 | 김명성 | 1986년 | 1986년 |
| 투수코치 | 유남호 | 1986년 | 1987년 |
| 투수코치 | 김명성 | 1986년 | 1987년 |
| 주루코치 | 김무관 | 1986년 | 1986년 |
| 주루코치 | 한동화 | 1986년 | 1986년 |
| 2군 감독 | 한동화 | 1986년 | 1987년 |
| 타격코치 | 김무관 | 1987년 | 1987년 |

태평양 돌핀스 시기
| 보직           | 이름   | 취임   | 퇴임   |
| -------------- | ------ | ------ | ------ |
| 수석코치       | 김명성 | 1988년 | 1988년 |
| 투수코치       | 유남호 | 1988년 | 1988년 |
| 타격코치       | 김무관 | 1988년 | 1988년 |
| 수비코치       | 권두조 | 1988년 | 1988년 |
| 주루코치       | 박용진 | 1988년 | 1988년 |
| 2군 투수코치   | 임신근 | 1988년 | 1988년 |
| 수석코치       | 신용균 | 1989년 | 1991년 |
| 투수코치       | 신용균 | 1989년 | 1991년 |
| 수비코치       | 정진호 | 1989년 | 1990년 |
| 수비코치       | 최주억 | 1989년 | 1991년 |
| 주루코치       | 이종도 | 1989년 | 1991년 |
| 타격보조코치   | 이근식 | 1989년 | 1990년 |
| 2군 감독       | 박용진 | 1989년 | 1990년 |
| 2군 투수코치   | 박상열 | 1989년 | 1991년 |
| 2군 타격코치   | 정현발 | 1989년 | 1989년 |
| 2군 타격코치   | 김대진 | 1989년 | 1991년 |
| 타격코치       | 정현발 | 1990년 | 1993년 |
| 작전코치       | 정진호 | 1991년 | 1995년 |
| 주루코치       | 정진호 | 1991년 | 1995년 |
| 배터리코치     | 금광옥 | 1991년 | 1995년 |
| 트레이닝코치   | 이홍범 | 1991년 | 1993년 |
| 2군 감독       | 성기영 | 1991년 | 1991년 |
| 2군 투수코치   | 이선덕 | 1991년 | 1991년 |
| 2군 플레잉코치 | 정영기 | 1991년 | 1991년 |
| 수석코치       | 이선덕 | 1992년 | 1992년 |
| 수석코치       | 류영수 | 1992년 | 1993년 |
| 투수코치       | 이선덕 | 1992년 | 1992년 |
| 투수코치       | 류영수 | 1992년 | 1992년 |
| 수비코치       | 오대석 | 1992년 | 1995년 |
| 플레잉코치     | 김재박 | 1992년 | 1992년 |
| 1.5군 코치     | 성기영 | 1992년 | 1992년 |
| 2군 감독       | 이선덕 | 1992년 | 1995년 |
| 2군 타격코치   | 김무관 | 1992년 | 1994년 |
| 2군 수비코치   | 정영기 | 1992년 | 1992년 |
| 2군 배터리코치 | 금광옥 | 1992년 | 1992년 |
| 수석코치       | 김재박 | 1993년 | 1995년 |
| 투수코치       | 김시진 | 1993년 | 1995년 |
| 주루코치       | 김재박 | 1993년 | 1995년 |
| 타격코치       | 고원부 | 1994년 | 1995년 |
| 타격코치       | 양승관 | 1994년 | 1995년 |
| 2군 투수코치   | 류영수 | 1994년 | 1995년 |

현대 유니콘스 시기
| 보직           | 이름   | 취임   | 퇴임   |
| -------------- | ------ | ------ | ------ |
| 수석코치       | 신언호 | 1996년 | 1998년 |
| 투수코치       | 하기룡 | 1996년 | 1997년 |
| 타격코치       | 이선웅 | 1996년 | 1997년 |
| 타격코치       | 양승관 | 1996년 | 1999년 |
| 수비코치       | 김성갑 | 1996년 | 1998년 |
| 수비코치       | 정진호 | 1996년 | 2001년 |
| 배터리코치     | 금광옥 | 1996년 | 1997년 |
| 2군 감독       | 김무관 | 1996년 | 1996년 |
| 2군 투수코치   | 류영수 | 1996년 | 2000년 |
| 2군 주루코치   | 이광근 | 1996년 | 1998년 |
| 2군 수비코치   | 김종수 | 1996년 | 2004년 |
| 타격코치       | 김무관 | 1997년 | 1997년 |
| 2군 타격코치   | 박종훈 | 1997년 | 1997년 |
| 투수코치       | 김시진 | 1998년 | 2006년 |
| 타격코치       | 박종훈 | 1998년 | 1999년 |
| 타격코치       | 김용철 | 1998년 | 2000년 |
| 주루코치       | 김일권 | 1998년 | 1998년 |
| 배터리코치     | 신언호 | 1998년 | 1999년 |
| 2군 감독       | 김무관 | 1998년 | 1998년 |
| 2군 배터리코치 | 금광옥 | 1998년 | 1999년 |
| 타격코치       | 김무관 | 1999년 | 2000년 |
| 주루코치       | 이광근 | 1999년 | 2006년 |
| 타격코치       | 김용달 | 2000년 | 2006년 |
| 수비코치       | 김성갑 | 2000년 | 2000년 |
| 수비코치       | 박종훈 | 2000년 | 2002년 |
| 배터리코치     | 금광옥 | 2000년 | 2007년 |
| 불펜코치       | 유종겸 | 2000년 | 2000년 |
| 2군 감독       | 신언호 | 2000년 | 2000년 |
| 2군 투수코치   | 유종겸 | 2000년 | 2001년 |
| 2군 감독       | 류영수 | 2001년 | 2004년 |
| 2군 타격코치   | 윤덕규 | 2001년 | 2002년 |
| 2군 수비코치   | 김성갑 | 2001년 | 2002년 |
| 수석코치       | 정진호 | 2002년 | 2006년 |
| 트레이닝코치   | 김용일 | 2002년 | 2007년 |
| 2군 투수코치   | 정명원 | 2002년 | 2004년 |
| 2군 타격코치   | 이명수 | 2003년 | 2004년 |
| 2군 배터리코치 | 장광호 | 2003년 | 2007년 |
| 수비코치       | 김성갑 | 2003년 | 2005년 |
| 불펜코치       | 정명원 | 2005년 | 2006년 |
| 2군 감독       | 김종수 | 2005년 | 2007년 |
| 2군 수비코치   | 이명수 | 2005년 | 2005년 |
| 2군 수비코치   | 김인호 | 2005년 | 2007년 |
| 2군 주루코치   | 김인호 | 2005년 | 2007년 |
| 재활군코치     | 류영수 | 2005년 | 2005년 |
| 주루코치       | 이명수 | 2006년 | 2006년 |
| 수비코치       | 이명수 | 2006년 | 2006년 |
| 2군 투수코치   | 조규제 | 2006년 | 2007년 |
| 2군 주루코치   | 김성갑 | 2006년 | 2006년 |
| 2군 수비코치   | 김성갑 | 2006년 | 2006년 |
| 수석코치       | 이광근 | 2007년 | 2007년 |
| 투수코치       | 정명원 | 2007년 | 2007년 |
| 타격코치       | 이명수 | 2007년 | 2007년 |
| 주루코치       | 김성갑 | 2007년 | 2007년 |
| 수비코치       | 김성갑 | 2007년 | 2007년 |
| 수비코치       | 염경엽 | 2007년 | 2007년 |
| 2군 수비코치   | 김종수 | 2007년 | 2007년 |

### 역대 프런트
삼미 슈퍼스타즈 시기
| 보직     | 이름   | 취임   | 퇴임   |
| -------- | ------ | ------ | ------ |
| 구단주   | 김현철 | 1982년 | 1985년 |
| 사장     | 유삼종 | 1982년 | 1985년 |
| 단장     | 이혁근 | 1982년 | 1985년 |
| 사무국장 | 거호석 | 1982년 | 1985년 |
| 주무     | 박중태 | 1982년 | 1985년 |
| 전무     | 이용균 | ?      | 1985년 |

청보 핀토스 시기
| 보직   | 이름   | 취임   | 퇴임   |
| ------ | ------ | ------ | ------ |
| 구단주 | 김정우 | 1985년 | 1987년 |
| 사장   | 장기하 | 1985년 | 1987년 |
| 단장   | 이용균 | 1985년 | 1987년 |
| 프런트 | 김용휘 | 1986년 | 1987년 |

태평양 돌핀스 시기
| 보직     | 이름   | 취임   | 퇴임   |
| -------- | ------ | ------ | ------ |
| 구단주   | 서성환 | 1988년 | 1995년 |
| 대표이사 | 신동관 | 1988년 | 1995년 |
| 매니저   | 이철성 | 1988년 | 1990년 |
| 스카우트 | 김진철 | 1989년 | 1995년 |
| 프런트   | 김용휘 | 1991년 | 1995년 |
| 스카우트 | 김무관 | 1995년 | 1995년 |

현대 유니콘스 시기
| 보직          | 이름   | 취임   | 퇴임   |
| ------------- | ------ | ------ | ------ |
| 구단주        | 이내흔 | 1996년 | 1998년 |
| 스카우트팀장  | 김진철 | 1996년 | 2007년 |
| 구단주        | 정몽헌 | 1998년 | 2003년 |
| 대표이사      | 강명구 | 1996년 | 2001년 |
| 단장          | 김용휘 | 1996년 | 2001년 |
| 운영부장      | 정재호 | 1996년 | 2001년 |
| 트레이너      | 오세훈 | 1999년 | 2007년 |
| 불펜 포수     | 김동우 | 2000년 | 2000년 |
| 트레이너      | 김용일 | 2000년 | 2001년 |
| 대표이사 전무 | 김용휘 | 2001년 | 2003년 |
| 운영팀 과장   | 염경엽 | 2001년 | 2006년 |
| 단장          | 정재호 | 2002년 | 2007년 |
| 스카우트      | 김인호 | 2002년 | 2004년 |
| 매니저        | 설종진 | 2002년 | 2007년 |
| 구단주 대행   | 강명구 | 2003년 | 2007년 |
| 대표이사 사장 | 김용휘 | 2004년 | 2007년 |
| 트레이너      | 이지풍 | 2004년 | 2007년 |
| 기록원        | 장정석 | 2005년 | 2007년 |
| 수석트레이너  | 이용래 | ?      | ?      |
| 기록원        | 김경남 | ?      | ?      |
| 전력분석팀장  | 김경남 | ?      | ?      |

### 역대 응원단
| 보직            | 이름   | 취임   | 퇴임   |
| --------------- | ------ | ------ | ------ |
| 응원단 총관리직 | 김정환 | 1998년 | ?      |
| 응원단장        | 김주일 | 2002년 | 2002년 |
| 응원단장        | 심윤섭 | 2006년 | 2007년 |

### 역대 선수
삼미 슈퍼스타즈 시기
| 이름   | 국적     | 포지션 | 년도      |
| ------ | -------- | ------ | --------- |
| 감사용 | 대한민국 | 투수   | 1982-1985 |
| 강영수 | 대한민국 | 투수   | 1984      |
| 김덕열 | 대한민국 | 투수   | 1984      |
| 김동철 | 대한민국 | 투수   | 1982      |
| 김상기 | 대한민국 | 투수   | 1983-1985 |
| 김재현 | 대한민국 | 투수   | 1982-1985 |
| 박경호 | 대한민국 | 투수   | 1982      |
| 박정후 | 대한민국 | 투수   | 1984-1985 |
| 신태중 | 대한민국 | 투수   | 1984-1985 |
| 오문현 | 대한민국 | 투수   | 1982-1985 |
| 유종천 | 대한민국 | 투수   | 1983      |
| 이동주 | 대한민국 | 투수   | 1982      |
| 이하룡 | 대한민국 | 투수   | 1982      |
| 인호봉 | 대한민국 | 투수   | 1982-1985 |
| 임호균 | 대한민국 | 투수   | 1983      |
| 장명부 | 일본     | 투수   | 1983-1985 |
| 정성만 | 대한민국 | 투수   | 1982-1985 |
| 정은배 | 대한민국 | 투수   | 1985      |
| 최계훈 | 대한민국 | 투수   | 1984-1985 |
| 최상수 | 대한민국 | 투수   | 1984      |
| 한상연 | 대한민국 | 투수   | 1982      |

| 이름   | 국적     | 포지션 | 년도      |
| ------ | -------- | ------ | --------- |
| 금광옥 | 대한민국 | 포수   | 1982-1985 |
| 김진우 | 대한민국 | 포수   | 1983-1985 |
| 김진철 | 대한민국 | 포수   | 1982      |
| 김호근 | 대한민국 | 포수   | 1984-1985 |
| 박명운 | 대한민국 | 포수   | 1983-1985 |
| 최영환 | 대한민국 | 포수   | 1982-1984 |

| 이름   | 국적     | 포지션 | 년도      |
| ------ | -------- | ------ | --------- |
| 권두조 | 대한민국 | 내야수 | 1984-1985 |
| 김경남 | 대한민국 | 내야수 | 1982-1985 |
| 김구길 | 대한민국 | 내야수 | 1982      |
| 김바위 | 대한민국 | 내야수 | 1985      |
| 김정수 | 대한민국 | 내야수 | 1984-1985 |
| 송경섭 | 대한민국 | 내야수 | 1982-1984 |
| 양후승 | 대한민국 | 내야수 | 1985      |
| 우경하 | 대한민국 | 내야수 | 1984-1985 |
| 이병억 | 대한민국 | 내야수 | 1985      |
| 이선웅 | 대한민국 | 내야수 | 1983-1985 |
| 이영구 | 일본     | 내야수 | 1983-1985 |
| 이찬선 | 대한민국 | 내야수 | 1982      |
| 장정기 | 대한민국 | 내야수 | 1982-1985 |
| 정구선 | 대한민국 | 내야수 | 1983-1985 |
| 조흥운 | 대한민국 | 내야수 | 1982-1985 |
| 한인철 | 대한민국 | 내야수 | 1982      |
| 허운   | 대한민국 | 내야수 | 1982-1985 |

| 이름   | 국적     | 포지션 | 년도      |
| ------ | -------- | ------ | --------- |
| 김대진 | 대한민국 | 외야수 | 1983-1984 |
| 김명성 | 대한민국 | 외야수 | 1985      |
| 김무관 | 대한민국 | 외야수 | 1982-1985 |
| 김우근 | 대한민국 | 외야수 | 1983-1985 |
| 김유동 | 대한민국 | 외야수 | 1984-1985 |
| 김호인 | 대한민국 | 외야수 | 1982      |
| 문주모 | 대한민국 | 외야수 | 1982      |
| 박준영 | 대한민국 | 외야수 | 1982-1984 |
| 백인천 | 대한민국 | 외야수 | 1983-1984 |
| 양승관 | 대한민국 | 외야수 | 1982-1985 |
| 엄태섭 | 대한민국 | 외야수 | 1983-1984 |
| 이경수 | 대한민국 | 외야수 | 1982      |
| 이광길 | 대한민국 | 외야수 | 1983      |
| 이철성 | 대한민국 | 외야수 | 1982-1985 |
| 이춘근 | 대한민국 | 외야수 | 1982      |
| 정구왕 | 대한민국 | 외야수 | 1983-1985 |
| 정문섭 | 대한민국 | 외야수 | 1985      |
| 최재은 | 대한민국 | 외야수 | 1985      |
| 최홍석 | 대한민국 | 외야수 | 1983-1984 |

청보 핀토스 시기
| 이름   | 국적     | 포지션 | 년도      |
| ------ | -------- | ------ | --------- |
| 감사용 | 대한민국 | 투수   | 1985      |
| 강철원 | 대한민국 | 투수   | 1986      |
| 김기태 | 일본     | 투수   | 1986      |
| 김봉근 | 대한민국 | 투수   | 1986-1987 |
| 김상기 | 대한민국 | 투수   | 1985-1987 |
| 김신부 | 일본     | 투수   | 1986-1987 |
| 김재현 | 대한민국 | 투수   | 1985-1987 |
| 박정후 | 대한민국 | 투수   | 1985      |
| 배경환 | 대한민국 | 투수   | 1987      |
| 신태중 | 대한민국 | 투수   | 1985-1987 |
| 양상문 | 대한민국 | 투수   | 1987      |
| 오문현 | 대한민국 | 투수   | 1985      |
| 이동수 | 대한민국 | 투수   | 1986-1987 |
| 이상훈 | 대한민국 | 투수   | 1987      |
| 이우상 | 대한민국 | 투수   | 1986-1987 |
| 이진우 | 대한민국 | 투수   | 1987      |
| 인호봉 | 대한민국 | 투수   | 1985      |
| 임호균 | 대한민국 | 투수   | 1987      |
| 장명부 | 대한민국 | 투수   | 1985      |
| 정선두 | 대한민국 | 투수   | 1986-1987 |
| 정성만 | 대한민국 | 투수   | 1985-1986 |
| 정은배 | 대한민국 | 투수   | 1985-1987 |
| 조병천 | 대한민국 | 투수   | 1986-1987 |
| 천성호 | 대한민국 | 투수   | 1986      |
| 최계훈 | 대한민국 | 투수   | 1985-1987 |
| 최창호 | 대한민국 | 투수   | 1987      |
| 홍성산 | 대한민국 | 투수   | 1986      |

| 이름   | 국적     | 포지션 | 년도      |
| ------ | -------- | ------ | --------- |
| 금광옥 | 대한민국 | 포수   | 1985-1987 |
| 김동기 | 대한민국 | 포수   | 1986-1987 |
| 김진우 | 대한민국 | 포수   | 1985-1987 |
| 김호근 | 대한민국 | 포수   | 1985      |
| 박명운 | 대한민국 | 포수   | 1985      |
| 신성철 | 대한민국 | 포수   | 1986      |

| 이름   | 국적     | 포지션 | 년도      |
| ------ | -------- | ------ | --------- |
| 고광수 | 일본     | 내야수 | 1986-1987 |
| 권두조 | 대한민국 | 내야수 | 1985-1987 |
| 김경갑 | 대한민국 | 내야수 | 1986-1987 |
| 김경남 | 대한민국 | 내야수 | 1985-1987 |
| 김근석 | 대한민국 | 내야수 | 1987      |
| 김바위 | 대한민국 | 내야수 | 1985-1987 |
| 김정수 | 대한민국 | 내야수 | 1985-1986 |
| 양후승 | 대한민국 | 내야수 | 1985-1987 |
| 오덕환 | 대한민국 | 내야수 | 1986-1987 |
| 우경하 | 대한민국 | 내야수 | 1985-1986 |
| 이병억 | 대한민국 | 내야수 | 1985-1986 |
| 이선웅 | 대한민국 | 내야수 | 1985-1987 |
| 이영구 | 일본     | 내야수 | 1985      |
| 이철성 | 대한민국 | 내야수 | 1986      |
| 이해창 | 대한민국 | 내야수 | 1987      |
| 장정기 | 대한민국 | 내야수 | 1985      |
| 정구선 | 대한민국 | 내야수 | 1985-1986 |
| 정진호 | 대한민국 | 내야수 | 1987      |
| 조흥운 | 대한민국 | 내야수 | 1985-1986 |
| 허운   | 대한민국 | 내야수 | 1985      |

| 이름   | 국적     | 포지션 | 년도      |
| ------ | -------- | ------ | --------- |
| 김명성 | 대한민국 | 외야수 | 1985-1986 |
| 김무관 | 대한민국 | 외야수 | 1985      |
| 김영균 | 대한민국 | 외야수 | 1986-1987 |
| 김우근 | 대한민국 | 외야수 | 1985      |
| 김유동 | 대한민국 | 외야수 | 1985      |
| 김윤환 | 대한민국 | 외야수 | 1987      |
| 김진근 | 대한민국 | 외야수 | 1987      |
| 김한조 | 대한민국 | 외야수 | 1987      |
| 양승관 | 대한민국 | 외야수 | 1985-1987 |
| 이광근 | 대한민국 | 외야수 | 1986-1987 |
| 이연수 | 대한민국 | 외야수 | 1986-1987 |
| 정구왕 | 대한민국 | 외야수 | 1985-1986 |
| 정문섭 | 대한민국 | 외야수 | 1985      |
| 정현발 | 대한민국 | 외야수 | 1987      |
| 최광묵 | 대한민국 | 외야수 | 1986      |
| 최재은 | 대한민국 | 외야수 | 1985-1986 |

태평양 돌핀스 시기
| 이름   | 국적     | 포지션 | 년도      |
| ------ | -------- | ------ | --------- |
| 가내영 | 대한민국 | 투수   | 1990-1995 |
| 강민기 | 대한민국 | 투수   | 1994-1995 |
| 곽병찬 | 대한민국 | 투수   | 1994-1995 |
| 권오길 | 대한민국 | 투수   | 1988      |
| 김동희 | 대한민국 | 투수   | 1988      |
| 김력   | 대한민국 | 투수   | 1990-1992 |
| 김민태 | 대한민국 | 투수   | 1990-1995 |
| 김봉근 | 대한민국 | 투수   | 1988-1989 |
| 김봉희 | 대한민국 | 투수   | 1992      |
| 김신부 | 일본     | 투수   | 1988-1989 |
| 김억만 | 대한민국 | 투수   | 1995      |
| 김일부 | 일본     | 투수   | 1988      |
| 김지용 | 대한민국 | 투수   | 1992-1993 |
| 김태은 | 대한민국 | 투수   | 1991      |
| 김홍집 | 대한민국 | 투수   | 1993-1995 |
| 김흥만 | 대한민국 | 투수   | 1991-1992 |
| 나성열 | 대한민국 | 투수   | 1991-1995 |
| 노민승 | 대한민국 | 투수   | 1989-1990 |
| 노승욱 | 대한민국 | 투수   | 1993-1995 |
| 문창환 | 대한민국 | 투수   | 1994-1995 |
| 박병원 | 대한민국 | 투수   | 1995      |
| 박상범 | 대한민국 | 투수   | 1988-1994 |
| 박은진 | 대한민국 | 투수   | 1988-1995 |
| 박정현 | 대한민국 | 투수   | 1988-1995 |
| 박진석 | 대한민국 | 투수   | 1994-1995 |
| 배경환 | 대한민국 | 투수   | 1988-1990 |
| 신상윤 | 대한민국 | 투수   | 1991-1995 |
| 신완근 | 대한민국 | 투수   | 1988-1993 |
| 안병원 | 대한민국 | 투수   | 1992-1995 |
| 양윤기 | 대한민국 | 투수   | 1993-1995 |
| 양호용 | 대한민국 | 투수   | 1994-1995 |
| 오영일 | 대한민국 | 투수   | 1990      |
| 오한빈 | 대한민국 | 투수   | 1992-1995 |
| 위재영 | 대한민국 | 투수   | 1995      |
| 이기상 | 대한민국 | 투수   | 1994      |
| 이길환 | 대한민국 | 투수   | 1990      |
| 이동수 | 대한민국 | 투수   | 1988      |
| 이상구 | 대한민국 | 투수   | 1988-1989 |
| 이용호 | 대한민국 | 투수   | 1990-1991 |
| 이재익 | 대한민국 | 투수   | 1990      |
| 이충우 | 대한민국 | 투수   | 1989      |
| 임호균 | 대한민국 | 투수   | 1988-1990 |
| 전일수 | 대한민국 | 투수   | 1991-1992 |
| 전준호 | 대한민국 | 투수   | 1994-1995 |
| 정명원 | 대한민국 | 투수   | 1989-1995 |
| 정명진 | 대한민국 | 투수   | 1989-1992 |
| 정민태 | 대한민국 | 투수   | 1992-1995 |
| 정은배 | 대한민국 | 투수   | 1988-1992 |
| 조도연 | 대한민국 | 투수   | 1989      |
| 조병규 | 대한민국 | 투수   | 1993-1994 |
| 조병천 | 대한민국 | 투수   | 1988-1992 |
| 조영상 | 대한민국 | 투수   | 1990-1992 |
| 조웅천 | 대한민국 | 투수   | 1990-1995 |
| 지병호 | 대한민국 | 투수   | 1995      |
| 천창호 | 대한민국 | 투수   | 1989      |
| 최동욱 | 대한민국 | 투수   | 1991      |
| 최상덕 | 대한민국 | 투수   | 1994-1995 |
| 최승호 | 대한민국 | 투수   | 1991-1992 |
| 최윤석 | 대한민국 | 투수   | 1989      |
| 최창호 | 대한민국 | 투수   | 1988-1995 |
| 허정욱 | 대한민국 | 투수   | 1989-1994 |
| 홍학석 | 대한민국 | 투수   | 1990-1992 |

| 이름   | 국적     | 포지션 | 년도      |
| ------ | -------- | ------ | --------- |
| 금광옥 | 대한민국 | 포수   | 1988      |
| 김경문 | 대한민국 | 포수   | 1990      |
| 김동기 | 대한민국 | 포수   | 1988-1995 |
| 김선우 | 대한민국 | 포수   | 1992-1993 |
| 김성준 | 대한민국 | 포수   | 1993      |
| 김성태 | 대한민국 | 포수   | 1994-1995 |
| 김승태 | 대한민국 | 포수   | 1988      |
| 김진한 | 대한민국 | 포수   | 1989-1992 |
| 김홍기 | 대한민국 | 포수   | 1991-1993 |
| 도명진 | 대한민국 | 포수   | 1995      |
| 박상일 | 대한민국 | 포수   | 1995      |
| 이재주 | 대한민국 | 포수   | 1992-1995 |
| 이재호 | 대한민국 | 포수   | 1989      |
| 장광호 | 대한민국 | 포수   | 1992-1995 |
| 조경택 | 대한민국 | 포수   | 1989-1990 |
| 최광천 | 대한민국 | 포수   | 1990-1993 |
| 최영환 | 대한민국 | 포수   | 1988-1991 |

| 이름   | 국적     | 포지션 | 년도      |
| ------ | -------- | ------ | --------- |
| 곽권희 | 대한민국 | 내야수 | 1988-1992 |
| 권준헌 | 대한민국 | 내야수 | 1990-1995 |
| 김경기 | 대한민국 | 내야수 | 1990-1995 |
| 김경남 | 대한민국 | 내야수 | 1988      |
| 김근석 | 대한민국 | 내야수 | 1988      |
| 김바위 | 대한민국 | 내야수 | 1988-1991 |
| 김병주 | 대한민국 | 내야수 | 1991-1992 |
| 김성갑 | 대한민국 | 내야수 | 1991-1995 |
| 김수경 | 대한민국 | 내야수 | 1988      |
| 김용국 | 대한민국 | 내야수 | 1994-1995 |
| 김인호 | 대한민국 | 내야수 | 1990-1995 |
| 김일환 | 대한민국 | 내야수 | 1988-1989 |
| 김재박 | 대한민국 | 내야수 | 1992      |
| 김풍기 | 대한민국 | 내야수 | 1989-1991 |
| 김한근 | 대한민국 | 내야수 | 1989-1990 |
| 박민규 | 대한민국 | 내야수 | 1995      |
| 박상국 | 대한민국 | 내야수 | 1988      |
| 박지훈 | 대한민국 | 내야수 | 1993      |
| 박찬옥 | 대한민국 | 내야수 | 1991      |
| 백성진 | 대한민국 | 내야수 | 1991-1995 |
| 손차훈 | 대한민국 | 내야수 | 1993-1995 |
| 송석선 | 대한민국 | 내야수 | 1991      |
| 송재박 | 대한민국 | 내야수 | 1991      |
| 송형석 | 대한민국 | 내야수 | 1988      |
| 신규한 | 대한민국 | 내야수 | 1995      |
| 염경엽 | 대한민국 | 내야수 | 1991-1995 |
| 오덕환 | 대한민국 | 내야수 | 1988      |
| 원원근 | 대한민국 | 내야수 | 1988-1995 |
| 유동효 | 대한민국 | 내야수 | 1988-1989 |
| 유영환 | 대한민국 | 내야수 | 1992-1995 |
| 윤성훈 | 대한민국 | 내야수 | 1989-1992 |
| 이경호 | 대한민국 | 내야수 | 1992-1995 |
| 이광길 | 대한민국 | 내야수 | 1989-1990 |
| 이근엽 | 대한민국 | 내야수 | 1991-1995 |
| 이변직 | 대한민국 | 내야수 | 1991      |
| 이상현 | 대한민국 | 내야수 | 1992      |
| 이선웅 | 대한민국 | 내야수 | 1988-1992 |
| 이숭용 | 대한민국 | 내야수 | 1994-1995 |
| 이용주 | 대한민국 | 내야수 | 1995      |
| 이종호 | 대한민국 | 내야수 | 1995      |
| 이화준 | 대한민국 | 내야수 | 1991-1995 |
| 이희성 | 대한민국 | 내야수 | 1989-1995 |
| 임진수 | 대한민국 | 내야수 | 1990-1991 |
| 정상진 | 대한민국 | 내야수 | 1990-1992 |
| 정영기 | 대한민국 | 내야수 | 1989-1990 |
| 정진호 | 대한민국 | 내야수 | 1988-1990 |
| 최용철 | 대한민국 | 내야수 | 1990      |
| 최인선 | 대한민국 | 내야수 | 1994-1995 |
| 하득인 | 대한민국 | 내야수 | 1994-1995 |
| 한경희 | 대한민국 | 내야수 | 1991-1992 |
| 홍종표 | 대한민국 | 내야수 | 1990      |
| 황용화 | 대한민국 | 내야수 | 1988      |
| 황윤성 | 대한민국 | 내야수 | 1992-1995 |

| 이름   | 국적     | 포지션 | 년도      |
| ------ | -------- | ------ | --------- |
| 강광회 | 대한민국 | 외야수 | 1990-1992 |
| 강영수 | 대한민국 | 외야수 | 1995      |
| 강호규 | 대한민국 | 외야수 | 1989-1990 |
| 계기범 | 대한민국 | 외야수 | 1993-1995 |
| 공의식 | 대한민국 | 외야수 | 1993-1995 |
| 구윤   | 대한민국 | 외야수 | 1993-1994 |
| 김갑중 | 대한민국 | 외야수 | 1993-1995 |
| 김건우 | 대한민국 | 외야수 | 1995      |
| 김병철 | 대한민국 | 외야수 | 1995      |
| 김윤환 | 대한민국 | 외야수 | 1988-1991 |
| 김일권 | 대한민국 | 외야수 | 1988-1990 |
| 김재상 | 대한민국 | 외야수 | 1991      |
| 김재석 | 대한민국 | 외야수 | 1994      |
| 김종희 | 대한민국 | 외야수 | 1995      |
| 김진규 | 대한민국 | 외야수 | 1988-1993 |
| 김한조 | 대한민국 | 외야수 | 1988-1989 |
| 박동규 | 대한민국 | 외야수 | 1990-1993 |
| 박준태 | 대한민국 | 외야수 | 1989-1992 |
| 서정민 | 대한민국 | 외야수 | 1992-1995 |
| 양승관 | 대한민국 | 외야수 | 1988-1989 |
| 양후승 | 대한민국 | 외야수 | 1988-1989 |
| 여태구 | 대한민국 | 외야수 | 1988-1995 |
| 오상욱 | 대한민국 | 외야수 | 1992      |
| 유관모 | 대한민국 | 외야수 | 1991-1992 |
| 윤덕규 | 대한민국 | 외야수 | 1992-1995 |
| 윤용하 | 대한민국 | 외야수 | 1994-1995 |
| 이광근 | 대한민국 | 외야수 | 1988-1992 |
| 이상대 | 대한민국 | 외야수 | 1989-1991 |
| 이연수 | 대한민국 | 외야수 | 1988-1989 |
| 이해창 | 대한민국 | 외야수 | 1988      |
| 임성주 | 대한민국 | 외야수 | 1994-1995 |
| 장덕영 | 대한민국 | 외야수 | 1992-1993 |
| 장용대 | 대한민국 | 외야수 | 1993-1995 |
| 정문언 | 일본     | 외야수 | 1991-1992 |
| 정영진 | 대한민국 | 외야수 | 1991-1993 |
| 정현발 | 대한민국 | 외야수 | 1988      |
| 주경업 | 대한민국 | 외야수 | 1991-1993 |
| 지화선 | 대한민국 | 외야수 | 1995      |
| 최상진 | 대한민국 | 외야수 | 1995      |
| 최석   | 대한민국 | 외야수 | 1995      |
| 한승완 | 대한민국 | 외야수 | 1993      |
| 홍문종 | 대한민국 | 외야수 | 1989-1990 |

현대 유니콘스 시기
| 이름            | 국적           | 포지션 | 년도            |
| --------------- | -------------- | ------ | --------------- |
| 가내영          | 대한민국       | 투수   | 1996-1998       |
| 강의석          | 대한민국       | 투수   | 2000-2002       |
| 고호봉          | 대한민국       | 투수   | 1998-2000       |
| 곽병찬          | 대한민국       | 투수   | 1996-1997       |
| 권보현          | 대한민국       | 투수   | 2006            |
| 권영호          | 대한민국       | 투수   | 2003-2004       |
| 김기식          | 대한민국       | 투수   | 2006-2007       |
| 김동건          | 대한민국       | 투수   | 2004-2005       |
| 김동진          | 대한민국       | 투수   | 2006-2007       |
| 김동현 (투수)   | 대한민국       | 투수   | 2005-2006       |
| 김민범          | 대한민국       | 투수   | 1996-2007       |
| 김선일          | 대한민국       | 투수   | 2004-2006       |
| 김성태 (1982년) | 대한민국       | 투수   | 2000-2007       |
| 김세현          | 대한민국       | 투수   | 2006-2007       |
| 김수경          | 대한민국       | 투수   | 1998-2007       |
| 김억만          | 대한민국       | 투수   | 1996-1999       |
| 김영규          | 대한민국       | 투수   | 2005-2006       |
| 김익수          | 대한민국       | 투수   | 1999-2001       |
| 김익재          | 대한민국       | 투수   | 1996-1999       |
| 김평규          | 대한민국       | 투수   | 2005            |
| 김홍기          | 대한민국       | 투수   | 1998            |
| 김홍집          | 대한민국       | 투수   | 1996-2001       |
| 노병오          | 대한민국       | 투수   | 2004-2007       |
| 노승욱          | 대한민국       | 투수   | 1996-2001       |
| 노종우          | 대한민국       | 투수   | 1996-1997       |
| 노환수          | 대한민국       | 투수   | 2003-2007       |
| 류상문          | 대한민국       | 투수   | 2003-2005       |
| 마일영          | 대한민국       | 투수   | 2000-2007       |
| 문남열          | 대한민국       | 투수   | 2004-2005       |
| 문창환          | 대한민국       | 투수   | 1996-2003       |
| 박건우          | 대한민국       | 투수   | 2004-2007       |
| 박만수          | 대한민국       | 투수   | 1997-1999       |
| 박민주          | 대한민국       | 투수   | 2006-2007       |
| 박병원          | 대한민국       | 투수   | 1996            |
| 박상진          | 대한민국       | 투수   | 2004-2005       |
| 박승민          | 대한민국       | 투수   | 2000-2007       |
| 박장희          | 대한민국       | 투수   | 1999-2007       |
| 박정현          | 대한민국       | 투수   | 1996-1998       |
| 박종선          | 대한민국       | 투수   | 2007            |
| 배힘찬          | 대한민국       | 투수   | 2002-2007       |
| 베라스          | 도미니카공화국 | 투수   | 2002            |
| 서성민          | 대한민국       | 투수   | 1999-2004       |
| 서정수          | 대한민국       | 투수   | 1998            |
| 설의석          | 대한민국       | 투수   | 2001-2004       |
| 셰인 바워스     | 미국           | 투수   | 2003            |
| 손승락          | 대한민국       | 투수   | 2005-2007       |
| 손영철          | 대한민국       | 투수   | 1996            |
| 송선목          | 대한민국       | 투수   | 2002            |
| 송신영          | 대한민국       | 투수   | 1999-2007       |
| 스트롱          | 미국           | 투수   | 1998            |
| 신동민          | 대한민국       | 투수   | 2003-2004       |
| 신상윤 (투수)   | 대한민국       | 투수   | 1996-1998       |
| 신승국          | 대한민국       | 투수   | 1996-1997       |
| 신철인          | 대한민국       | 투수   | 2000-2007       |
| 안병원          | 대한민국       | 투수   | 1996-1998       |
| 양윤기          | 대한민국       | 투수   | 1996-1997       |
| 엔리케스        | 베네수엘라     | 투수   | 2001            |
| 여승현          | 대한민국       | 투수   | 2001-2002       |
| 오성민          | 대한민국       | 투수   | 2005-2007       |
| 오재덕          | 대한민국       | 투수   | 1996-1997       |
| 오주원          | 대한민국       | 투수   | 2004-2007       |
| 우원식          | 대한민국       | 투수   | 2004-2005       |
| 위재영          | 대한민국       | 투수   | 1996-2004       |
| 윤성귀          | 대한민국       | 투수   | 2002-2007       |
| 이경호          | 대한민국       | 투수   | 1996-1998       |
| 이근용          | 대한민국       | 투수   | 1997-2001       |
| 이대환          | 대한민국       | 투수   | 2002-2007       |
| 이동학          | 대한민국       | 투수   | 2000-2007       |
| 이보근          | 대한민국       | 투수   | 2005-2007       |
| 이상열          | 대한민국       | 투수   | 2001-2007       |
| 이상우          | 대한민국       | 투수   | 2005-2006       |
| 이상현          | 대한민국       | 투수   | 2005-2007       |
| 이정신          | 대한민국       | 투수   | 2006            |
| 이철기          | 대한민국       | 투수   | 2001-2003       |
| 이현승          | 대한민국       | 투수   | 2006-2007       |
| 임부택          | 대한민국       | 투수   | 2004-2005       |
| 임선동          | 대한민국       | 투수   | 1999-2006       |
| 장민석          | 대한민국       | 투수   | 2001-2007       |
| 장시환          | 대한민국       | 투수   | 2007            |
| 장원삼          | 대한민국       | 투수   | 2006-2007       |
| 장태종          | 대한민국       | 투수   | 2006-2007       |
| 전유수          | 대한민국       | 투수   | 2005-2007       |
| 전준호 (1975년) | 대한민국       | 투수   | 1996-2007       |
| 정명원          | 대한민국       | 투수   | 1996-2000       |
| 정민태          | 대한민국       | 투수   | 1996-2007       |
| 조규제          | 대한민국       | 투수   | 1998-2000, 2003 |
| 조순권          | 대한민국       | 투수   | 2006-2007       |
| 조용준          | 대한민국       | 투수   | 2002-2007       |
| 조용훈          | 대한민국       | 투수   | 2006-2007       |
| 조웅천          | 대한민국       | 투수   | 1996-2000       |
| 조창훈          | 대한민국       | 투수   | 1997-1999       |
| 최광훈          | 대한민국       | 투수   | 1996            |
| 최동진          | 대한민국       | 투수   | 1999-2002       |
| 최영필          | 대한민국       | 투수   | 1997-2001       |
| 최원호          | 대한민국       | 투수   | 1996-1999       |
| 최창호          | 대한민국       | 투수   | 1996-1998       |
| 최태영          | 대한민국       | 투수   | 1996            |
| 최환인          | 대한민국       | 투수   | 2002-2005       |
| 캘러웨이        | 미국           | 투수   | 2005-2007       |
| 테일러          | 미국           | 투수   | 2001            |
| 토레스          | 도미니카공화국 | 투수   | 2002            |
| 피어리          | 미국           | 투수   | 2004            |
| 허창진          | 대한민국       | 투수   | 2002-2003       |
| 홍민구          | 대한민국       | 투수   | 1998-2002       |
| 황두성          | 대한민국       | 투수   | 2001-2007       |

| 이름            | 국적     | 포지션 | 년도                 |
| --------------- | -------- | ------ | -------------------- |
| 강귀태          | 대한민국 | 포수   | 2002-2007            |
| 김기남          | 대한민국 | 포수   | 2005-2006            |
| 김동기          | 대한민국 | 포수   | 1996                 |
| 김동성          | 대한민국 | 포수   | 2000-2001            |
| 김동수          | 대한민국 | 포수   | 2003-2007            |
| 김상국          | 대한민국 | 포수   | 1996-1997            |
| 김성준          | 대한민국 | 포수   | 1996-1999            |
| 김성태 (1971년) | 대한민국 | 포수   | 1996-1998            |
| 김영준          | 대한민국 | 포수   | 1997-1999            |
| 김필중          | 대한민국 | 포수   | 1998-2004            |
| 김형남          | 대한민국 | 포수   | 1996-1997            |
| 박경완          | 대한민국 | 포수   | 1998-2002            |
| 유선정          | 대한민국 | 포수   | 2006-2007            |
| 유인보          | 대한민국 | 포수   | 1996-2001            |
| 이재주          | 대한민국 | 포수   | 1996-2001            |
| 임태준          | 대한민국 | 포수   | 2007                 |
| 장광호          | 대한민국 | 포수   | 1996-1999, 2001-2002 |
| 정수일          | 대한민국 | 포수   | 2003-2006            |
| 정종수          | 대한민국 | 포수   | 2007                 |
| 조성원          | 대한민국 | 포수   | 2007                 |
| 최호근          | 대한민국 | 포수   | 1996                 |
| 최효선          | 대한민국 | 포수   | 1996                 |
| 허웅            | 대한민국 | 포수   | 2002-2006            |
| 허준            | 대한민국 | 포수   | 2005-2007            |

| 이름          | 국적     | 포지션 | 년도      |
| ------------- | -------- | ------ | --------- |
| 강기웅        | 대한민국 | 내야수 | 1997      |
| 강윤철        | 대한민국 | 내야수 | 1996      |
| 강정호        | 대한민국 | 내야수 | 2006-2007 |
| 강해룡        | 대한민국 | 내야수 | 1996-2002 |
| 권영석        | 대한민국 | 내야수 | 2003      |
| 권준헌        | 대한민국 | 내야수 | 1996-2003 |
| 김경기        | 대한민국 | 내야수 | 1996-1999 |
| 김남형        | 대한민국 | 내야수 | 2007      |
| 김동석        | 대한민국 | 내야수 | 1997      |
| 김동현 (타자) | 대한민국 | 내야수 | 1996-1999 |
| 김민우        | 대한민국 | 내야수 | 2002-2007 |
| 김승권        | 대한민국 | 내야수 | 2005-2006 |
| 김일경        | 대한민국 | 내야수 | 1997-2007 |
| 김종희        | 대한민국 | 내야수 | 1996      |
| 김지성        | 대한민국 | 내야수 | 2000      |
| 김해녕        | 대한민국 | 내야수 | 1996      |
| 박기범        | 대한민국 | 내야수 | 1999-2004 |
| 박종호        | 대한민국 | 내야수 | 1998-2003 |
| 박진만        | 대한민국 | 내야수 | 1996-2004 |
| 백성진        | 대한민국 | 내야수 | 1996-1997 |
| 서한규        | 대한민국 | 내야수 | 2002-2007 |
| 손차훈        | 대한민국 | 내야수 | 1996-1999 |
| 신상윤 (타자) | 대한민국 | 내야수 | 1996-1998 |
| 신현철        | 대한민국 | 내야수 | 2006-2007 |
| 안명성        | 대한민국 | 내야수 | 1996-1997 |
| 안희봉        | 대한민국 | 내야수 | 1998-2000 |
| 염경엽        | 대한민국 | 내야수 | 1996-2000 |
| 오재일        | 대한민국 | 내야수 | 2005-2007 |
| 윌리엄스      | 미국     | 내야수 | 2000      |
| 유덕형        | 대한민국 | 내야수 | 2005-2007 |
| 유우준        | 대한민국 | 내야수 | 2000      |
| 유재신        | 대한민국 | 내야수 | 2006-2007 |
| 윤상규        | 대한민국 | 내야수 | 1996      |
| 이근엽        | 대한민국 | 내야수 | 1996-1997 |
| 이득수        | 대한민국 | 내야수 | 1997-1998 |
| 이명수        | 대한민국 | 내야수 | 1998-2001 |
| 이숭용        | 대한민국 | 내야수 | 1996-2007 |
| 이용구        | 대한민국 | 내야수 | 1997      |
| 이용주        | 대한민국 | 내야수 | 1996-2002 |
| 이유섭        | 대한민국 | 내야수 | 2003-2005 |
| 이종호        | 대한민국 | 내야수 | 1996      |
| 이학균        | 대한민국 | 내야수 | 1998-2000 |
| 이흥태        | 대한민국 | 내야수 | 1999      |
| 이희성        | 대한민국 | 내야수 | 1996      |
| 장교성        | 대한민국 | 내야수 | 2000-2005 |
| 정상국        | 대한민국 | 내야수 | 1996      |
| 정성훈        | 대한민국 | 내야수 | 2003-2007 |
| 정현택        | 대한민국 | 내야수 | 2001      |
| 정훈          | 대한민국 | 내야수 | 2006      |
| 조경수        | 대한민국 | 내야수 | 1996-1997 |
| 조승현        | 대한민국 | 내야수 | 1997-2005 |
| 조중근        | 대한민국 | 내야수 | 2007      |
| 지석훈        | 대한민국 | 내야수 | 2003-2007 |
| 차민규        | 대한민국 | 내야수 | 2005      |
| 차화준        | 대한민국 | 내야수 | 2005-2007 |
| 채종국        | 대한민국 | 내야수 | 1998-2007 |
| 최인선        | 대한민국 | 내야수 | 1997      |
| 최창우        | 대한민국 | 내야수 | 2003      |
| 최현종        | 대한민국 | 내야수 | 2004-2007 |
| 카날리        | 미국     | 내야수 | 1999      |
| 쿨바          | 미국     | 내야수 | 1998      |
| 퀸란          | 미국     | 내야수 | 2000-2001 |
| 프랭클린      | 미국     | 내야수 | 2002-2003 |
| 피어슨        | 미국     | 내야수 | 1999      |
| 필립스        | 미국     | 내야수 | 2001      |
| 하득인        | 대한민국 | 내야수 | 1996-1997 |
| 허유신        | 대한민국 | 내야수 | 1996-1998 |
| 홍원기        | 대한민국 | 내야수 | 2006-2007 |
| 황윤성        | 대한민국 | 내야수 | 1996-2003 |
| 황재균        | 대한민국 | 내야수 | 2006-2007 |

| 이름            | 국적     | 포지션 | 년도            |
| --------------- | -------- | ------ | --------------- |
| 강병식          | 대한민국 | 외야수 | 2002-2007       |
| 강영수          | 대한민국 | 외야수 | 1996            |
| 강필선          | 대한민국 | 외야수 | 1999-2001       |
| 공의식          | 대한민국 | 외야수 | 1996-1997       |
| 계기범          | 대한민국 | 외야수 | 1996-1997       |
| 권도영          | 대한민국 | 외야수 | 2003-2007       |
| 김갑중          | 대한민국 | 외야수 | 1996-1998       |
| 김광림          | 대한민국 | 외야수 | 1997-1998       |
| 김낙관          | 대한민국 | 외야수 | 1997            |
| 김대남          | 대한민국 | 외야수 | 2002            |
| 김병철          | 대한민국 | 외야수 | 1996-1997       |
| 김인호          | 대한민국 | 외야수 | 1996-2001       |
| 김진율          | 대한민국 | 외야수 | 1997-1998       |
| 김태광          | 대한민국 | 외야수 | 1996            |
| 민완기          | 대한민국 | 외야수 | 2002            |
| 박우호          | 대한민국 | 외야수 | 2002-2005       |
| 박재홍          | 대한민국 | 외야수 | 1996-2002       |
| 브렌트 바워스   | 미국     | 외야수 | 1999            |
| 브룸바          | 미국     | 외야수 | 2003-2004, 2007 |
| 브링클리        | 미국     | 외야수 | 2000            |
| 서성민          | 대한민국 | 외야수 | 1999-2004       |
| 서튼            | 미국     | 외야수 | 2005-2006       |
| 설종진          | 대한민국 | 외야수 | 1996-2001       |
| 소중형          | 대한민국 | 외야수 | 2002-2005       |
| 송지만          | 대한민국 | 외야수 | 2004-2007       |
| 심재학          | 대한민국 | 외야수 | 2000            |
| 심정수          | 대한민국 | 외야수 | 2001-2004       |
| 오윤            | 대한민국 | 외야수 | 2000-2007       |
| 유영환          | 대한민국 | 외야수 | 1996-1997       |
| 유한준          | 대한민국 | 외야수 | 2004-2007       |
| 윤덕규          | 대한민국 | 외야수 | 1996-1997       |
| 윤상원          | 대한민국 | 외야수 | 1999            |
| 윤인섭          | 대한민국 | 외야수 | 1996-2000       |
| 이승주          | 대한민국 | 외야수 | 2004-2007       |
| 이정훈          | 대한민국 | 외야수 | 1998-2000       |
| 이종욱          | 대한민국 | 외야수 | 2003-2005       |
| 이택근          | 대한민국 | 외야수 | 2003-2007       |
| 임성주          | 대한민국 | 외야수 | 1996            |
| 장요상          | 대한민국 | 외야수 | 2004-2007       |
| 장용대          | 대한민국 | 외야수 | 1996-1998       |
| 장정석          | 대한민국 | 외야수 | 1996-2002       |
| 전근표          | 대한민국 | 외야수 | 2000-2007       |
| 전준호 (1969년) | 대한민국 | 외야수 | 1997-2007       |
| 정수성          | 대한민국 | 외야수 | 1997-2007       |
| 정인호          | 대한민국 | 외야수 | 1997-1998       |
| 정현희          | 대한민국 | 외야수 | 1999-2000       |
| 조재호          | 대한민국 | 외야수 | 2002-2007       |
| 조지현          | 대한민국 | 외야수 | 2001-2003       |
| 조평호          | 대한민국 | 외야수 | 2004-2007       |
| 지승현          | 대한민국 | 외야수 | 2006            |
| 지화선          | 대한민국 | 외야수 | 1996-1997       |
| 최만호          | 대한민국 | 외야수 | 1997-2001       |
| 최익성          | 대한민국 | 외야수 | 2002-2003       |
| 카펜터          | 미국     | 외야수 | 2000            |
| 폴              | 미국     | 외야수 | 2002            |
| 한동희          | 대한민국 | 외야수 | 2000            |
| 한상일          | 대한민국 | 외야수 | 1997            |

### 현대 유니콘스 1선발 투수
- 정민태 (1996년, 1997년, 1999년, 2003년)
- 정명원 (1998년)
- 임선동 (2000년)
- 마일영 (2001년)
- 토레스 (2002년)
- 피어리 (2004년)
- 캘러웨이 (2005년)
- 장원삼 (2006년)
- 김수경 (2007년)

### 현대 유니콘스 필승조 불펜
- 조웅천 (1996년, 1997년, 1998년, 1999년, 2000년)
- 신철인 (2001년, 2006년)
- 이상열 (2002년, 2004년)
- 권준헌 (2003년)
- 황두성 (2005년)
- 조용훈 (2007년)

### 현대 유니콘스 마무리 투수
- 정명원 (1996년, 1997년)
- 스트롱 (1998년)
- 박장희 (1999년)
- 위재영 (2000년, 2001년)
- 조용준 (2002년, 2003년, 2004년, 2005년)
- 박승민 (2006년)
- 송신영 (2007년)

## 수상

### 역대 골든글러브 수상자
1996년
- 김경기(1루수)
- 박재홍(외야수)

1998년
- 정민태(투수)
- 박경완(포수)
- 박재홍(외야수)
- 전준호(외야수)

1999년
- 정민태(투수)

2000년
- 임선동(투수)
- 박경완(포수)
- 박종호(2루수)
- 박진만(유격수)
- 박재홍(외야수)

2001년
- 박진만(유격수)

2002년
- 심정수(외야수)

2003년
- 심정수(외야수)
- 김동수(포수)
- 정민태(투수)

2004년
- 브룸바(외야수)
- 박진만(유격수)

2005년
- 서튼(외야수)

2006년
- 이택근(외야수)

### 역대 개인 기록 수상자(투수 부문)

#### 다승
- 1999년 정민태 20승7패
- 2000년 정민태 18승6패
- 2000년 김수경 18승8패
- 2000년 임선동 18승4패
- 2003년 정민태 17승2패

#### 최다 선발승
- 1998년 정민태 17선발승
- 1999년 정민태 19선발승
- 2000년 정민태 18선발승
- 2000년 김수경 18선발승
- 2000년 임선동 18선발승
- 2003년 정민태 17선발승

#### 평균자책점(자책점)
- 년도 선수 이닝 - 자책 - 평균자책점
- 1998년 정명원 184 - 38 - 1.86
- 2003년 바워스 143 2/3 - 48 - 3.01

#### 선발 평균자책점 (자책점)
- 년도 선수 선발등판 - 이닝 - 자책 - 평균자책점
- 1998년 정명원 26 - 178 - 35 - 1.77
- 1999년 정민태 29 - 217 2/3 - 65 - 2.69
- 2003년 바워스 22 - 139 2/3 - 47 - 3.03

#### 최다 탈삼진
- 1999년 김수경 184K
- 2000년 임선동 174K

#### 최다 세이브(구원승 제외)
- 2000년 위재영 39세이브

### 역대 개인 기록 수상자(타자 부문)

#### 수위 타자(타율1위)
- 2000년 박종호 441타수 150안타 타율 0.340
- 2004년 브룸바 475타수 163안타 타율 0.343

#### 최다 홈런
- 1996년 박재홍 30홈런
- 2000년 박경완 40홈런
- 2005년 서튼 35홈런

#### 최다 타점
- 1996년 박재홍 108타점
- 2000년 박재홍 115타점
- 2005년 서튼 102타점

#### 최다 도루
- 2004년 전준호 53도루 8실패

#### 최고 장타율
- 2003년 심정수 0.720
- 2004년 브룸바 0.608
- 2005년 서튼 0.592

#### 최고 출루율
- 2003년 심정수 0.478
- 2004년 브룸바 0.468

### 역대 신인왕
- 1996년 박재홍(외야수)
- 1998년 김수경(투수)
- 2002년 조용준(투수)
- 2003년 이동학(투수)
- 2004년 오재영(투수)

### 역대 올스타전 MVP
- 2002년 박재홍(외야수)

### 역대 페넌트레이스 MVP
- 2000년 박경완(포수)

### 역대 한국시리즈 MVP
- 1998년 정민태(투수)
- 2000년 톰 퀸란(내야수)
- 2003년 정민태(투수)
- 2004년 조용준(투수)

## 역대 선발진

### 1군
| 연도 | 1선발    | 2선발    | 3선발  | 4선발  | 5선발    |
| ---- | -------- | -------- | ------ | ------ | -------- |
| 1982 | 김재현   | 오문현   | 감사용 | 인호봉 | 김동철   |
| 1983 | 장명부   | 임호균   | 정성만 | 김상기 | 유종천   |
| 1984 | 장명부   | 박정후   | 정성만 | 김재현 | 신태중   |
| 1985 | 장명부   | 정은배   | 정성만 | 최계훈 | 박정후   |
| 1986 | 김신부   | 최계훈   | 정은배 | 김봉근 | 정성만   |
| 1987 | 양상문   | 임호균   | 김신부 | 배경환 | 김봉근   |
| 1988 | 양상문   | 김신부   | 조병천 | 김봉근 | 배경환   |
| 1989 | 박정현   | 최창호   | 정명원 | 양상문 | 김신부   |
| 1990 | 박정현   | 최창호   | 양상문 | 조병천 | 정명진   |
| 1991 | 최창호   | 박정현   | 양상문 | 박은진 | 허정욱   |
| 1992 | 박정현   | 양상문   | 안병원 | 최창호 | 가내영   |
| 1993 | 안병원   | 최창호   | 가내영 | 김홍집 | 양상문   |
| 1994 | 최상덕   | 안병원   | 정민태 | 김홍집 | 최창호   |
| 1995 | 정민태   | 위재영   | 안병원 | 김홍집 | 가내영   |
| 1996 | 정민태   | 위재영   | 전준호 | 가내영 | 최창호   |
| 1997 | 정민태   | 위재영   | 안병원 | 최영필 | 최창호   |
| 1998 | 정명원   | 정민태   | 김수경 | 최원호 | 위재영   |
| 1999 | 정민태   | 김수경   | 위재영 | 최원호 | 조규제   |
| 2000 | 정민태   | 임선동   | 김수경 | 박장희 | 정명원   |
| 2001 | 마일영   | 임선동   | 테일러 | 전준호 | 김수경   |
| 2002 | 토레스   | 김수경   | 마일영 | 임선동 | 위재영   |
| 2003 | 정민태   | 바워스   | 김수경 | 전준호 | 마일영   |
| 2004 | 피어리   | 오주원   | 김수경 | 정민태 | 마일영   |
| 2005 | 캘러웨이 | 손승락   | 김수경 | 오주원 | 전준호   |
| 2006 | 장원삼   | 캘러웨이 | 전준호 | 김수경 | 손승락   |
| 2007 | 김수경   | 장원삼   | 황두성 | 전준호 | 캘러웨이 |

### 2군
| 연도 | 1선발  | 2선발  | 3선발  | 4선발  | 5선발  |
| ---- | ------ | ------ | ------ | ------ | ------ |
| 1990 | 조영상 | 정은배 | 조웅천 | 김력   | 노민승 |
| 1991 | 정명진 | 가내영 | 이용호 | 김력   | 정은배 |
| 1992 | 박상범 | 김홍만 | 홍학석 | 나성열 | 정명진 |
| 1993 | 양윤기 | 조웅천 | 오한빈 | 김민범 | 신상윤 |
| 1994 | 박상범 | 양호용 | 가내영 | 박정현 | 신완근 |
| 1995 | 전준호 | 곽병찬 | 신상윤 | 오한빈 | 양호용 |
| 1996 | 양윤기 | 박정현 | 곽병찬 | 김억만 | 노종우 |
| 1997 | 박정현 | 곽병찬 | 조창훈 | 강해룡 | 이경호 |
| 1998 | 김익재 | 노승욱 | 홍민구 | 박정현 | 설종진 |
| 1999 | 임선동 | 노승욱 | 김익수 | 설종진 | 고호봉 |
| 2000 | 박승민 | 서성민 | 송신영 | 권준헌 | 이동학 |
| 2001 | 홍민구 | 황두성 | 이근용 | 설종진 | 문창환 |
| 2002 | 박승민 | 이대환 | 최환인 | 전준호 | 김성태 |
| 2003 | 배힘찬 | 임선동 | 김성태 | 윤성귀 | 위재영 |
| 2004 | 박장희 | 설의석 | 황두성 | 이동학 | 윤성귀 |
| 2005 | 오성민 | 박승민 | 노병오 | 이보근 | 박상진 |
| 2006 | 임선동 | 이동학 | 조용준 | 오주원 | 정민태 |
| 2007 | 김세현 | 이동학 | 윤성귀 | 전유수 | 정민태 |

## 역대 마무리

### 1군
| 한상연 | 김재현 | 최계훈 | 신태중 |        |        |        |        |
| 1985   | 1986   | 1987   |        |        |        |        |        |
| 신태중 | 김기태 | 정은배 |        |        |        |        |        |
| 1988   | 1989   | 1990   | 1991   | 1992   | 1993   | 1994   | 1995   |
| 신완근 | 신완근 | 박은진 | 정명원 | 박은진 | 박은진 | 정명원 | 정명원 |
| 1996   | 1997   | 1998   | 1999   | 2000   | 2001   |        |        |
| 정명원 | 정명원 | 스트롱 | 정명원 | 위재영 | 위재영 |        |        |
| 2002   | 2003   | 2004   | 2005   | 2006   | 2007   |        |        |
| 조용준 | 조용준 | 조용준 | 조용준 | 박승민 | 송신영 |        |        |

### 2군
| 1990   | 1991   | 1992   | 1993   | 1994   | 1995   |
| ------ | ------ | ------ | ------ | ------ | ------ |
| 가내영 | 신완근 | 조웅천 | 나성열 | 조웅천 | 김민범 |
| 1996   | 1997   | 1998   | 1999   | 2000   | 2001   |
| 최원호 | 신상윤 | 김민범 | 송신영 | 홍민구 | 최영필 |
| 2002   | 2003   | 2004   | 2005   | 2006   | 2007   |
| 권준헌 | 신동민 | 이대환 | 이상현 | 조용훈 | 노병오 |

## 역대 신인드래프트

### 첫 지명 선수
| 연도 | 선수   | 포지션 | 삼청태현 소속 성적                                  |
| ---- | ------ | ------ | --------------------------------------------------- |
| 1982 | 신현석 | 외야수 | 지명권 포기로 입단 X                                |
| 1983 | 김상기 | 투수   | 4시즌 26G 62.1이닝 2승 5패 4.91                     |
| 1983 | 김진우 | 포수   | 5시즌 410G 349안타 43홈런 .256 .350 .401            |
| 1983 | 박명운 | 포수   | 1시즌 2경기 무안타 .000                             |
| 1983 | 유응삼 | 외야수 | 지명권 포기로 입단 X                                |
| 1983 | 임호균 | 투수   | 5시즌 81G 453이닝 21승 29패 3.48                    |
| 1983 | 최광묵 | 외야수 | 지명권 포기로 입단 X                                |
| 1984 | 강영수 | 투수   | 1군 출전 X                                          |
| 1984 | 이광근 | 외야수 | 지명권 포기로 입단 X                                |
| 1984 | 최계훈 | 투수   | 3시즌 86G 415.1이닝 20승 28패 11세이브 3.60         |
| 1985 | 김명성 | 외야수 | 2시즌 92G 23안타 .172 .258 .209                     |
| 1985 | 양후승 | 내야수 | 5시즌 289G 71안타 11도루 .202 .304 .287             |
| 1985 | 이병억 | 내야수 | 2시즌 24G 무안타 .000                               |
| 1985 | 정은배 | 투수   | 7시즌 100G 354이닝 10승 24패 8세이브 4.60           |
| 1986 | 김동기 | 포수   | 11시즌 1019G 812안타 108홈런 34도루 .262 .359 .426  |
| 1986 | 손영주 | 내야수 | 지명권 포기로 입단 X                                |
| 1986 | 이광근 | 외야수 | 7시즌 402G 239안타 12홈런 .261 .341 .378            |
| 1986 | 최광묵 | 외야수 | 1시즌 23G 3안타 .167 .211 .167                      |
| 1986 | 최용남 | 투수   | 지명권 포기로 입단 X                                |
| 1987 | 박원진 | 투수   | 지명권 포기로 입단 X                                |
| 1987 | 이경민 | 외야수 | 지명권 포기로 입단 X                                |
| 1987 | 임성주 | 외야수 | 3시즌 28G 10안타 .222 .280 .311                     |
| 1988 | 박상범 | 투수   | 6시즌 48G 144.2이닝 3승 9패 5.91                    |
| 1988 | 박은진 | 투수   | 7시즌 203G 646.1이닝 32승 39패 39세이브 3.13        |
| 1988 | 여태구 | 외야수 | 8시즌 591G 376안타 18홈런 86도루 .252 .331 .353     |
| 1989 | 허정욱 | 투수   | 3시즌 41G 136이닝 10승 12패 4.24                    |
| 1989 | 김형주 | 투수   | 지명권 포기로 입단 X                                |
| 1989 | 윤형석 | 투수   | 지명권 포기로 입단 X                                |
| 1990 | 최광천 | 투수   | 1시즌 2G 무안타 .000                                |
| 1990 | 김경기 | 내야수 | 10시즌 1085G 1047안타 132홈런 40도루 .276 .353 .440 |
| 1991 | 전일수 | 투수   | 1시즌 3G 5이닝 7.20                                 |
| 1992 | 정민태 | 투수   | 14시즌 289G 1827.1이닝 124승 95패 3.45              |
| 1993 | 김홍집 | 투수   | 9시즌 184G 459.1이닝 29승 25패 4.00                 |
| 1994 | 최상덕 | 투수   | 2시즌 46G 187.1이닝 13승 13패 3.41                  |
| 1995 | 위재영 | 투수   | 10시즌 264G 990.2이닝 62승 57패 65세이브 3.34       |
| 1996 | 최원호 | 투수   | 4시즌 123G 369이닝 20승 20패 4.56                   |
| 1997 | 최영필 | 투수   | 4시즌 92G 217.2이닝 7승 15패 5.17                   |
| 1998 | 고호봉 | 투수   | 1시즌 1G 2이닝 1패 9.00                             |
| 1999 | 박장희 | 투수   | 4시즌 123G 333이닝 19승 15패 5세이브 4.86           |
| 2000 | 이상현 | 투수   | 1시즌 11G 16.1이닝 4.41                             |
| 2001 | 설의석 | 투수   | 1군 출전 X                                          |
| 2002 | 조순권 | 투수   | 1시즌 5G 6.1이닝 5.68                               |
| 2003 | 지석훈 | 내야수 | 4시즌 206G 68안타 5홈런 .187 .262 .270              |
| 2004 | 오주원 | 투수   | 3시즌 56G 233이닝 12승 21패 4.64                    |
| 2005 | 차화준 | 내야수 | 3시즌 151G 46안타 .223 .271 .277                    |
| 2006 | 강정호 | 포수   | 2시즌 30G 5안타 .143 .143 .171                      |
| 2007 | 장시환 | 투수   | 1시즌 3G 6이닝 10.50                                |
| 2008 | 김성현 | 투수   | 우리로 지명권 인계                                  |

### 마지막 지명 선수
| 연도 | 선수   | 포지션 | 삼청태현 소속 성적                             |
| ---- | ------ | ------ | ---------------------------------------------- |
| 1982 | 유제룡 | 외야수 | 지명권 포기로 입단 X                           |
| 1983 | 이광길 | 내야수 | 3시즌 185G 120안타 19도루 .246                 |
| 1984 | 최상수 | 투수   | 1군 출전 X                                     |
| 1985 | 김명성 | 외야수 | 2시즌 92G 23안타 .172 .258 .209                |
| 1985 | 양후승 | 내야수 | 5시즌 289G 71안타 11도루 .202 .304 .287        |
| 1985 | 이병억 | 내야수 | 2시즌 24G 무안타 .000                          |
| 1985 | 정은배 | 투수   | 7시즌 100G 354이닝 10승 24패 8세이브 4.60      |
| 1986 | 홍성산 | 투수   | 1군 출전 X                                     |
| 1987 | 노재룡 | 내야수 | 지명권 포기로 입단 X                           |
| 1988 | 나문박 | 내야수 | 지명권 포기로 입단 X                           |
| 1989 | 김진휘 | 외야수 | 지명권 포기로 입단 X                           |
| 1990 | 정운영 | 내야수 | 지명권 포기로 입단 X                           |
| 1991 | 이변직 | 내야수 | 1군 출전 X                                     |
| 1992 | 장덕영 | 외야수 | 2시즌 19G 8안타 .320 .433 .440                 |
| 1993 | 김갑중 | 외야수 | 4시즌 172G 86안타 .254 .301 .334               |
| 1994 | 하득인 | 외야수 | 4시즌 326G 161안타 11홈런 8도루 .237 .320 .343 |
| 1995 | 최상진 | 외야수 | 1군 출전 X                                     |
| 1996 | 최효선 | 포수   | 1군 출전 X                                     |
| 1997 | 정수성 | 외야수 | 9시즌 427G 143안타 67도루 .254 .323 .304       |
| 1998 | 이정훈 | 외야수 | 1시즌 5G 3안타 1홈런 .333 .500 .778            |
| 1999 | 윤상원 | 외야수 | 1군 출전 X                                     |
| 2000 | 장호철 | 외야수 | 지명권 포기로 입단 X                           |
| 2001 | 윤승균 | 외야수 | 지명권 포기로 입단 X                           |
| 2002 | 송선목 | 투수   | 1군 출전 X                                     |
| 2003 | 권영석 | 내야수 | 1군 출전 X                                     |
| 2004 | 우원식 | 투수   | 1군 출전 X                                     |
| 2005 | 전유수 | 투수   | 2시즌 2G 0.2이닝 27.00                         |
| 2006 | 김동진 | 투수   | 1군 출전 X                                     |
| 2007 | 박종선 | 투수   | 1군 출전 X                                     |
| 2008 | 이종선 | 내야수 | 우리로 지명권 인계                             |

## 사진

팀 로고
마스코트

## 팀 통산 타이틀
- 삼미 슈퍼스타즈, 청보 핀토스, 태평양 돌핀스 시절까지 포함한 기록이다.

### 정규 시즌

#### 타자
- WAR: 박재홍 (32.93)
- 타격 WAA: 박재홍 (19.74)
- 도루 WAA: 심정수 (0.63)
- 수비 WAA: 여태구 (2.71)
- 공격 WAR: 이숭용 (41.51)
- 수비 WAR: 박진만 (8.28)
- 공격 RAA: 박재홍 (176.36)
- 수비 RAA: 박진만 (79.20)
- 종합 RAA: 박재홍 (172.14)
- 출장: 이숭용 (1566)
- 타석: 이숭용 (5803)
- 타수: 이숭용 (4970)
- 득점: 전준호 (717)
- 안타: 이숭용 (1403)
- 2루타: 이숭용 (278)
- 3루타: 전준호 (49)
- 홈런: 박재홍 (176)
- 루타: 이숭용 (2178)
- 타점: 이숭용 (736)
- 도루: 전준호 (289)
- 볼넷: 이숭용 (626)
- 사구: 이숭용 (105)
- 고의4구: 이숭용 (55)
- 희생타: 전준호 (153)
- 희생플라이: 이숭용 (42)
- 타율: 박재홍 (0.292)
- 출루율: 박재홍 (0.383)
- 장타율: 박재홍 (0.526)
- OPS: 박재홍 (0.909)
- wRC+: 박재홍 (144.2)
- 순장타율: 박재홍 (0.234)
- 순출루율: 김동기 (0.097)
- RAR: 박재홍 (187.83)
- 호타준족 지수: 박재홍 (171.38)
- 그라운드 홈런: 정성훈, 이희성, 바워스, 박진만, 안명성, 김인호, 서정민 (1)
- 장타: 이숭용 (450)
- 순수타점: 이숭용 (583)
- 수비 범위 관련 득점 기여: 여태구 (26.97)
- 블로킹 관련 득점 기여: 박경완 (5.25)
- 평균 대비 수비 승리 기여: 여태구 (2.742)
- 레전드 포인트: 박재홍 (33.5)

#### 투수
- WAR: 정민태 (39.33)
- 선발 WAA: 정민태 (14.03)
- 구원 WAA: 정명원 (11.68)
- 종합 WAA: 정명원 (15.95)
- 선발 WAR: 정민태 (39.14)
- 구원 WAR: 정명원 (15.98)
- 선발 RAA: 정민태 (130.02)
- 구원 RAA: 정명원 (99.68)
- 종합 RAA: 정명원 (123.51)
- 선발 RAR: 정민태 (380.31)
- 구원 RAR: 정명원 (140.45)
- 종합 RAR: 정민태 (364.89)
- 출장: 정명원 (395)
- 선발등판: 정민태 (269)
- 구원등판: 조웅천 (343)
- 마무리등판: 정명원 (289)
- 완투: 장명부 (56)
- 완봉: 정민태, 양상문 (9)
- 다승: 정민태 (124)
- 선발승: 정민태 (124)
- 구원승: 정명원 (42)
- 세이브: 정명원 (142)
- 홀드: 이상열 (50)
- 이닝: 정민태 (1827.1)
- 상대한 타자 수: 정민태 (7587)
- 탈삼진: 정민태 (1275)
- 평균자책점: 정명원 (2.57)
- 이닝 당 출루허용률: 정명원 (1.15)
- 피안타율: 정명원 (0.235)
- 피출루율: 정명원 (0.299)
- 사이영 포인트: 정민태 (464.2)
- 레전드 포인트: 정민태 (39.0)
- 선발투수 GSC: 김신부 (1986년 7월 27일 해태전, 107)

### 포스트시즌

#### 타자
- 출장: 이숭용 (58)
- 타석: 이숭용 (223)
- 타수: 이숭용 (194)
- 득점: 이숭용 (32)
- 안타: 이숭용 (53)
- 2루타: 이숭용 (12)
- 3루타: 김상국, 박진만, 강병식, 정성훈 (1)
- 홈런: 김경기, 박재홍 (6)
- 루타: 이숭용 (77)
- 타점: 박재홍, 이숭용 (21)
- 도루: 전준호 (9)
- 볼넷: 박재홍 (26)
- 사구: 전준호 (8)
- 고의4구: 박재홍 (3)
- 희생타: 전준호, 박진만 (10)
- 희생플라이: 박재홍 (4)
- 타율: 최영환 (1.000)
- 출루율: 최영환 (1.000)
- 장타율: 최영환 (1.000)
- OPS: 최영환 (2.000)

#### 투수
- 출장: 정민태 (21)
- 선발등판: 정민태 (18)
- 구원등판: 신철인 (19)
- 다승: 정민태 (10)
- 승률: 정민태 (0.909)
- 세이브: 조용준 (4)
- 홀드: 조웅천 (4)
- 이닝: 정민태 (115.1)
- 상대한 타자 수: 정민태 (448)
- 상대 타수: 정민태 (412)
- 탈삼진: 정민태 (78)
- 투구 수: 정민태 (1716)
- 이닝 당 출루허용률: 최원호 (0.00)
- 피안타율: 최원호 (0.000)
- 피출루율: 최원호 (0.000)
- 피장타율: 최원호 (0.000)
- 피OPS: 최원호 (0.000)
- 평균자책점: 박정현, 손승락, 안병원, 이현승, 최원호, 박승민 (0.00)

### 퓨처스리그

#### 타자
- 출장: 황윤성 (384)
- 타석: 황윤성 (1505)
- 타수: 황윤성 (1290)
- 타율: 나성열, 신완근, 장민석 (1.000)
- 출루율: 나성열, 신완근, 장민석 (1.000)
- 장타율: 나성열, 신완근, 장민석, 황두성 (1.000)
- OPS: 나성열, 신완근, 장민석 (2.000)
- 안타: 황윤성 (409)
- 2루타: 황윤성 (79)
- 3루타: 이승주 (16)
- 홈런: 전근표 (45)
- 타점: 황윤성 (257)
- 도루: 정수성 (104)
- 4사구: 전근표 (196)
- 규정타석 시즌: 황윤성 (7)

#### 투수
- 출장: 김민범 (215)
- 완투: 박정현 (6)
- 다승: 김민범 (28)
- 세이브: 김민범 (24)
- 이닝: 김민범 (444)
- 상대한 타자 수: 김민범 (1895)
- 탈삼진: 김민범 (391)
- 이닝: 김민범
- 규정이닝 시즌: 김민범 (5)
- 평균자책점: 김건우, 김선우, 도명진, 박은진, 손승락, 이재주, 정명원, 최창호 (0.00)

## 기타 자료들
- 현대 유니콘스의 트레이드 역사
- 2007년 현대 유니콘스 시즌